# Biathlon-Weltcup 2007/08
Der Biathlon-Weltcup 2007/08 wurde an neun Weltcup-Orten ausgetragen. Die Biathlon-Weltmeisterschaften 2008 fanden im schwedischen Östersund statt. Als Unterbau fungierte der Biathlon-Europacup 2007/08.

## Regeländerungen
Das Exekutivkomitee der Internationalen Biathlon-Union beschloss auf einer Sitzung am 19./20. Mai 2007 Änderungen des Qualifikationssystems und der Teilnahmequoten für die Weltcup-Veranstaltungen und die Weltmeisterschaften, die auch Auswirkungen auf die Olympischen Winterspiele 2010 in Vancouver haben: Es wird für den Weltcup und den „Open European Cup“, dem Nachfolger des Biathlon-Europacups, ein neues „IBU Punkte System“ eingeführt, das parallel zu den bisherigen Welt- und Europacup-Wertungen geführt wird. Für das 1. Weltcup-Wochenende 2007/08 gilt noch das auf der Nationenwertung basierende Qualifikation- und Teilnahmequotensystem – ab dem zweiten Weltcup-Wochenende wird das neue Punktesystem verwendet, um die Teilnahmefelder auf maximal 93 Athleten zu begrenzen.

## Vor der Saison
Deutschland
Im deutschen Team gab es zur neuen Saison zunächst auf den Positionen der Co-Trainer Veränderungen. Bei den Herren ersetzte Mark Kirchner den aus gesundheitlichen Gründen zurückgetretenen früheren Co-Bundestrainer Fritz Fischer. Den aus Altersgründen zurückgetretenen Damen-Co-Trainer Harald Böse ersetzt Gerald Hönig. Kirchner, der bislang die Lehrgangsgruppe 1b betreut hatte, soll vor allem die Jugendarbeit am Stützpunkt Ruhpolding betreuen. Seine alte Position bekleidet nun Remo Krug. Hönig war bislang Trainer des deutschen Damen-C-Kaders und ist nun verantwortlicher Stützpunkttrainer in Oberhof. Seinen alten Posten übernimmt Peter Sendel. Die Leistungsgruppe 1b wird bei den Damen von Markus Fischer betreut. Den C-Kader der Herren trainiert Franz Bernreiter. Verantwortliche Bundestrainer bleiben Frank Ullrich bei den Herren und Uwe Müßiggang bei den Damen.
Der A-Kader der Männer besteht aus Michael Greis, Michael Rösch und Andreas Birnbacher, ergänzt werden sie von den B-Kader-Athleten Alexander Wolf und Christoph Stephan. Diese fünf Athleten bilden die Leistungsgruppe 1a und haben zunächst ein dauerhaftes Startrecht. Die weiteren zwei Rennplätze werden jeweils mit Athleten aus der Leistungsgruppe 1b aufgefüllt, die aus Daniel Graf, Christoph Knie, Carsten Pump, Norbert Schiller, Robert Wick, Jörn Wollschläger, Toni Lang, Sebastian Berthold, Daniel Böhm und dem B2-Kader-Athleten Steve Renner besteht. Die Leistungsgruppe 1a der Damen besteht aus den A-Kader-Athletinnen Martina Glagow, Andrea Henkel, Kati Wilhelm, Magdalena Neuner und Kathrin Hitzer, sowie aus den B-Kader-Sportlerinnen Simone Denkinger und Juliane Döll. Zur Leistungsgruppe 1b gehören Jenny Adler, Sabrina Buchholz, Ute Niziak, Carolin Hennecke und die B2-Kader-Athletinnen Anne Preußler und Stephanie Müller.
 Finnland
Ende Oktober 2007 gab Finnland die Mannschaften für die bevorstehende Saison bekannt. Es wurden jeweils vier Herren und vier Damen benannt, die von den Trainern Jonne Kähkönen, Vesa Hietalahti und Asko Nuutinen betreut werden. Das Damenteam wird von Kaisa Mäkäräinen, Mari Laukkanen, Susanna Porela und Kaisa Varis, das Herrenteam von Timo Antila, Jarkko Kauppinen, Jouni Kinnunen und Marko Mänttäri gebildet. Kaisa Varis lief ihre erste Saison nach ihrem Wechsel vom Skilanglauf und einer Dopingsperre, wurde jedoch am Rande der Weltmeisterschaft nach einem positiven Dopingbefund von Anfang 2008 als Wiederholungstäterin lebenslang gesperrt.
 Frankreich
Frankreich berief seinen Kader für die neue Saison Ende April 2007 ein. Zum A-Kader der Herren gehören nach dem Karriereende von Raphaël Poirée die Sportler Vincent Defrasne, Simon Fourcade, Ferréol Cannard, Julien Robert und Loïs Habert. Robert tritt trotz des Rücktrittes zum Ende der letzten Saison an. Er soll, obwohl er nicht der stärkste Athlet im Team ist, als Integrations- und Führungsfigur des Teams fungieren. Der B-Kader besteht aus Vincent Jay, Vincent Porret, Tanguy Roche, Alexis Bœuf, Frédéric Jean und Arnaud Langel. Für die Nachfolge von Jean-Paul Giachino als Cheftrainer war zunächst Bruno Clément, der bisherige Co-Trainer der Frauen, im Gespräch – am 1. Mai gab er jedoch seinen Abschied aus der Trainerarbeit bekannt. Neuer Cheftrainer der Herren wird Stéphane Bouthiaux, neuer Schießtrainer der Ex-Cheftrainer Jean-Paul Giacchino. Zum A-Kader der Damen, den Lionel Laurent trainiert, zählen Sandrine Bailly, Sylvie Becaert und Delphyne Peretto. Florence Baverel-Robert und Christelle Gros, die nach der letzten Saison zurücktraten hinterlassen eine große Lücke im Damen-Team. Zum B-Kader, der sich für den Weltcup empfehlen soll, gehören Marion Blondeau, Pauline Macabies, Anaïs Bescond, Marie-Laure Brunet, Marie Dorin und Marine Rougeot. Frankreich wird nach dem massiven Aderlass eine schwere Saison vorausgesagt. Dennoch gibt es im Team mehrere junge Athleten mit viel Potenzial, so Fourcade und Habert bei den Herren sowie Macabies und Blondeau bei den Damen.
 Italien
Mannschaftsführer Italiens ist Paolo Riva, er betreut als Hauptverantwortlicher die Kader A und B sowohl der Männer als auch der Frauen. Ihm zur Seite steht als Trainer des A-Teams beider Geschlechter Francesco Berlendis, Alexander Inderst beim B-Team. Das A-Team der Männer besteht aus René-Laurent Vuillermoz, Christian De Lorenzi und Markus Windisch, dem B-Team gehören Mattia Cola, Armin Kasslatter, Christian Martinelli, Claudio Mussner und Nicola Pozzi an. Das A-Team der Frauen wird aus Michela Ponza, Roberta Fiandino, Karin Oberhofer und Katja Haller gebildet, zum B-Team gehören Barbara Ertl, Michela Andreola und Renate Zingerle.
 Kanada
Das kanadische Team geht mit fünf Startern bei den Herren und mit zwei Athletinnen an den Start. Bei den Männern wurden Robin Clegg, Jean-Philippe Leguellec, Jaime Robb, François Leboeuf und Patrick Côté nominiert – abgesehen von Clegg eher unbeschriebene Blätter des Biathlonsports. Die Damen gehen mit dem Zugpferd Zina Kocher in die neue Saison, zum Kader gehört zusätzlich Sandra Keith.
 Norwegen
Traditionell beriefen die norwegischen Trainer am 19. April 2007 als erste Nation ihren Kader für die Saison 2007/08 ein. Die Herrentrainer um Alf Koksvik, Kjell Ove Oftedal, Joar Himle und Torgeir Bjørn beriefen Frode Andresen, Lars Berger, Ole Einar Bjørndalen, Stian Eckhoff, Hans Martin Gjedrem, Halvard Hanevold, Alexander Os, Magne Thorleiv Rønning und Emil Hegle Svendsen in den neunköpfigen A-Kader. Damit erhoffen sich die Trainer eine große Konkurrenzsituation. Dem B-Kader gehören Anders Bratli, Rune Brattsveen, Martin Eng, Ronny Hafsås, Henrik L’Abée-Lund und Stian Nåvik an. Nicht berufen wurde nach schwächeren Leistungen Egil Gjelland, der deswegen vom aktiven Leistungssport zurücktrat.
Die Damentrainer Audun Svardal und Geir Ole Steinslett beriefen in ihren siebenköpfigen A-Kader Tora Berger, Liv-Kjersti Eikeland, Ann Kristin Flatland, Anne Ingstadbjørg, Jori Mørkve, Julie Bonnevie-Svendsen und Gro Marit Istad-Kristiansen, die jedoch am 3. Mai überraschend ihren Rücktritt erklärte. Zum B-Kader gehören Kari Henneseid Eie, Eline Fannemel, Kjersti Isaksen, Anne Mørkve und Solveig Rogstad. Svendsen stieg aufgrund ihrer guten Leistungen im Juniorenbereich in den A-Kader auf und ersetzt dort Linda Grubben. Gunn Margit Andreassen wird wie schon in der Vorsaison nicht mit dem Restkader trainieren, um mehr Zeit für ihren Sohn zu haben und vermutlich ihre letzte Saison bestreiten.
 Österreich
Zur österreichischen Nationalmannschaft gehören ausschließlich männliche Athleten: Ludwig Gredler, Daniel Mesotitsch, Fritz Pinter und Christoph Sumann. Darunter gibt es die Athleten des A-Kaders: Tobias Eberhard, Julian Eberhard, Simon Eder, Sven Grossegger, Dominik Landertinger, Daniel Salvenmoser, Andreas Schwabl, Andreas Zelzer und als einzige Frau Iris Waldhuber. Weitere Frauen folgen erst im C-Kader.
Der Chefcoach Alfred Eder, die Co-Trainer Walter Gapp und Walter Hörl, Masseur Stefan Rohrmoser, ÖSV-Arzt Peter Baumgartl und Sportdirektor Markus Gandler sind die bekanntesten Betreuer des österreichischen Biathlon-Teams, die im Zuge der Aufarbeitung der Dopingvorkommnisse bei den Olympischen Spielen von Turin, suspendiert wurden und ihren Pflichten nicht mehr nachgehen dürfen. Dieses Vorgehen sorgt im österreichischen Team während der Saisonvorbereitung nachhaltig für Probleme.
 Russland
Mit Spannung wurde erwartet, ob Verbandschef Alexander Tichonow seine Drohungen wahr machen und die beiden Nationaltrainer entlassen würde, jedoch konnte Herrentrainer Wladimir Alikin auf eine erfolgreiche Vorsaison verweisen, und die Damenmannschaft von Waleri Polchowski hatte wegen des Fehlens mehrerer Athletinnen (Babypausen, Dopingsperren) eine erwartet schwache Saison. Der russische Verband, der zudem zum Einlenken im Prämienstreit, der in der Vorsaison schwelte, bereit ist, ersetzte am 24. Mai Polchowski aufgrund der „schlechten Stimmung im Team“ durch Alexander Selifonow – die Entscheidung wurde jedoch vom russischen Sportverband nicht anerkannt, so dass auch Polchowski weiter im Amt bleibt.
Schon am 24. April beriefen die beiden russischen Nationaltrainer ihre Kader, die am 24. Mai vom Verband bestätigt wurden. Alikin berief Sergei Roschkow, Nikolai Kruglow, Maxim Tschudow, Iwan Tscheresow, Dmitri Jaroschenko, Andrei Makowejew, Filipp Schulman und Alexei Tschurin. Polchowski berief Albina Achatowa und Olga Saizewa, die nach ihren Babypausen in den Kader zurückkehrten. Weiterhin gehören Natalja Gussewa, Tatjana Moissejewa, Anna Bulygina, Anna Bogali-Titowez, Jekaterina Jurjewa und Swetlana Slepzowa, die durch gute Leistungen beim Saisonabschluss 2007 und bei den Juniorenweltmeisterschaften überzeugte, zum Aufgebot. Maxim Maximow, Jana Romanowa, Jekaterina Schumilowa und einige andere Starterinnen und Starter müssen sich erst neu in anderen Wettbewerben beweisen, können sich jedoch auch wieder für das Team qualifizieren. Kritisch kann es vor allem für den 35-jährigen Roschkow werden, da der Verband eigentlich eine Verjüngung anstrebt.
 Schweden
In Schweden bleibt Wolfgang Pichler verantwortlicher Trainer für das Herren- und Damenteam. Skilangläufer Jörgen Brink wechselt vom Langlauf zum Biathlon.
 Schweiz
Angeführt wird das Aufgebot der Schweiz von Matthias Simmen. Das A-Team der Herren besteht zudem aus Simon Hallenbarter und Ivan Joller. Hinzu kommt die B-Mannschaft, zu der Claudio Böckli und Thomas Frei gehören. Bei den Frauen, deren Mannschaft immer noch im Aufbau ist, gibt es in dieser Saison nur ein B-Team, das aus Selina Gasparin und Caroline Kilchenmann besteht.
 Tschechien
Neuer Trainer wird der bisherige persönliche Trainer von Michal Šlesingr und Ondřej Moravec, Vlastimil Vávra Senior. Er folgt Milan Janoušek nach, der nun Co-Trainer ist.
 Ukraine
Der Kader der Ukraine besteht für die Saison aus bekannten älteren Sportlern und neuen Athleten. Das Herrenteam besteht aus elf Sportlern: Oleksij Ajdarow, Oleksandr Batjuk, Oleh Bereschnyj, Oleksandr Bilanenko, Andrij Derysemlja, Wjatscheslaw Derkatsch, Witalij Kiltschyzkyj, Witalij Koschuschko, Oleksij Korobejnikow, Roman Pryma und Serhij Sednjew. Das Damenteam besteht ebenfalls aus elf Starterinnen: Oksana Chwostenko, Oksana Jakowljewa, Lilija Wajhina-Jefremowa, Nina Karassewytsch, Olena Pidhruschna, Tetjana Rud, Walentyna Schestak, Ljudmyla Schyber, Walentyna Semerenko, Wita Semerenko und Inna Suprun.

## Männer

### Resultate
| 1. Weltcup in Kontiolahti, 29. November 2007 – 2. Dezember 2007 | 1. Weltcup in Kontiolahti, 29. November 2007 – 2. Dezember 2007 | 1. Weltcup in Kontiolahti, 29. November 2007 – 2. Dezember 2007 | 1. Weltcup in Kontiolahti, 29. November 2007 – 2. Dezember 2007 | 1. Weltcup in Kontiolahti, 29. November 2007 – 2. Dezember 2007 |
| --------------------------------------------------------------- | --------------------------------------------------------------- | --------------------------------------------------------------- | --------------------------------------------------------------- | --------------------------------------------------------------- |
| Datum                                                           | Disziplin                                                       | Erster Platz                                                    | Zweiter Platz                                                   | Dritter Platz                                                   |
| 29. November 2007 (Do.)                                         | Einzel (20 km)                                                  | Vincent Defrasne                                                | Halvard Hanevold                                                | Maxim Tschudow                                                  |
| 1. Dezember 2007 (Sa.)                                          | Sprint (10 km)                                                  | Ole Einar Bjørndalen                                            | Dmitri Jaroschenko                                              | Carsten Pump                                                    |
| 2. Dezember 2007 (So.)                                          | Verfolgung (12,5 km)                                            | Iwan Tscheresow                                                 | Ole Einar Bjørndalen                                            | Dmitri Jaroschenko                                              |

| 2. Weltcup in Hochfilzen, 7. Dezember 2007 – 9. Dezember 2007 | 2. Weltcup in Hochfilzen, 7. Dezember 2007 – 9. Dezember 2007 | 2. Weltcup in Hochfilzen, 7. Dezember 2007 – 9. Dezember 2007                  | 2. Weltcup in Hochfilzen, 7. Dezember 2007 – 9. Dezember 2007             | 2. Weltcup in Hochfilzen, 7. Dezember 2007 – 9. Dezember 2007   |
| ------------------------------------------------------------- | ------------------------------------------------------------- | ------------------------------------------------------------------------------ | ------------------------------------------------------------------------- | --------------------------------------------------------------- |
| Datum                                                         | Disziplin                                                     | Erster Platz                                                                   | Zweiter Platz                                                             | Dritter Platz                                                   |
| 7. Dezember 2007 (Fr.)                                        | Sprint (10 km)                                                | Dmitri Jaroschenko                                                             | Ole Einar Bjørndalen                                                      | Andrei Makowejew                                                |
| 8. Dezember 2007 (Sa.)                                        | Verfolgung (12,5 km)                                          | Ole Einar Bjørndalen                                                           | Dmitri Jaroschenko                                                        | Daniel Graf                                                     |
| 9. Dezember 2007 (So.)                                        | Staffel (4 × 7,5 km)                                          | NorwegenEmil Hegle Svendsen Alexander Os Halvard Hanevold Ole Einar Bjørndalen | RusslandIwan Tscheresow Maxim Tschudow Nikolai Kruglow Dmitri Jaroschenko | DeutschlandMichael Rösch Daniel Graf Carsten Pump Michael Greis |

| 3. Weltcup auf der Pokljuka, 13. Dezember 2007 – 16. Dezember 2007 | 3. Weltcup auf der Pokljuka, 13. Dezember 2007 – 16. Dezember 2007 | 3. Weltcup auf der Pokljuka, 13. Dezember 2007 – 16. Dezember 2007         | 3. Weltcup auf der Pokljuka, 13. Dezember 2007 – 16. Dezember 2007       | 3. Weltcup auf der Pokljuka, 13. Dezember 2007 – 16. Dezember 2007           |
| ------------------------------------------------------------------ | ------------------------------------------------------------------ | -------------------------------------------------------------------------- | ------------------------------------------------------------------------ | ---------------------------------------------------------------------------- |
| Datum                                                              | Disziplin                                                          | Erster Platz                                                               | Zweiter Platz                                                            | Dritter Platz                                                                |
| 13. Dezember 2007 (Do.)                                            | Einzel (20 km)                                                     | Emil Hegle Svendsen                                                        | Alexander Wolf                                                           | Serhij Sednjew                                                               |
| 15. Dezember 2007 (Sa.)                                            | Sprint (10 km)                                                     | Ole Einar Bjørndalen                                                       | Dmitri Jaroschenko                                                       | Mattias Nilsson                                                              |
| 16. Dezember 2007 (So.)                                            | Staffel (4 × 7,5 km)                                               | RusslandAndrei Makowejew Maxim Tschudow Dmitri Jaroschenko Nikolai Kruglow | DeutschlandMichael Rösch Alexander Wolf Andreas Birnbacher Michael Greis | ÖsterreichDaniel Mesotitsch Friedrich Pinter Dominik Landertinger Simon Eder |

| 4. Weltcup in Oberhof, 3. Januar 2008 – 6. Januar 2008 | 4. Weltcup in Oberhof, 3. Januar 2008 – 6. Januar 2008 | 4. Weltcup in Oberhof, 3. Januar 2008 – 6. Januar 2008                         | 4. Weltcup in Oberhof, 3. Januar 2008 – 6. Januar 2008                    | 4. Weltcup in Oberhof, 3. Januar 2008 – 6. Januar 2008                   |
| ------------------------------------------------------ | ------------------------------------------------------ | ------------------------------------------------------------------------------ | ------------------------------------------------------------------------- | ------------------------------------------------------------------------ |
| Datum                                                  | Disziplin                                              | Erster Platz                                                                   | Zweiter Platz                                                             | Dritter Platz                                                            |
| 4. Januar 2008 (Fr.)                                   | Staffel (4 × 7,5 km)                                   | NorwegenEmil Hegle Svendsen Alexander Os Halvard Hanevold Ole Einar Bjørndalen | RusslandIwan Tscheresow Maxim Tschudow Dmitri Jaroschenko Nikolai Kruglow | DeutschlandMichael Rösch Alexander Wolf Andreas Birnbacher Michael Greis |
| 5. Januar 2008 (Sa.)                                   | Sprint (10 km)                                         | Tomasz Sikora                                                                  | Ole Einar Bjørndalen                                                      | Emil Hegle Svendsen                                                      |
| 6. Januar 2008 (So.)                                   | Massenstart (15 km)                                    | Ole Einar Bjørndalen                                                           | Nikolai Kruglow                                                           | Emil Hegle Svendsen                                                      |

| 5. Weltcup in Ruhpolding, 9. Januar 2008 – 13. Januar 2008 | 5. Weltcup in Ruhpolding, 9. Januar 2008 – 13. Januar 2008 | 5. Weltcup in Ruhpolding, 9. Januar 2008 – 13. Januar 2008                        | 5. Weltcup in Ruhpolding, 9. Januar 2008 – 13. Januar 2008                | 5. Weltcup in Ruhpolding, 9. Januar 2008 – 13. Januar 2008         |
| ---------------------------------------------------------- | ---------------------------------------------------------- | --------------------------------------------------------------------------------- | ------------------------------------------------------------------------- | ------------------------------------------------------------------ |
| Datum                                                      | Disziplin                                                  | Erster Platz                                                                      | Zweiter Platz                                                             | Dritter Platz                                                      |
| 10. Januar 2008 (Do.)                                      | Staffel (4 × 7,5 km)                                       | NorwegenEmil Hegle Svendsen Rune Brattsveen Halvard Hanevold Ole Einar Bjørndalen | RusslandIwan Tscheresow Nikolai Kruglow Dmitri Jaroschenko Maxim Tschudow | DeutschlandMichael Rösch Alexander Wolf Carsten Pump Michael Greis |
| 12. Januar 2008 (Sa.)                                      | Sprint (10 km)                                             | Michael Greis                                                                     | Maxim Tschudow                                                            | Alexander Wolf                                                     |
| 13. Januar 2008 (So.)                                      | Verfolgung (12,5 km)                                       | Michael Greis                                                                     | Maxim Tschudow                                                            | Emil Hegle Svendsen                                                |

| 6. Weltcup in Antholz, 17. Januar 2008 – 20. Januar 2008 | 6. Weltcup in Antholz, 17. Januar 2008 – 20. Januar 2008 | 6. Weltcup in Antholz, 17. Januar 2008 – 20. Januar 2008 | 6. Weltcup in Antholz, 17. Januar 2008 – 20. Januar 2008 | 6. Weltcup in Antholz, 17. Januar 2008 – 20. Januar 2008 |
| -------------------------------------------------------- | -------------------------------------------------------- | -------------------------------------------------------- | -------------------------------------------------------- | -------------------------------------------------------- |
| Datum                                                    | Disziplin                                                | Erster Platz                                             | Zweiter Platz                                            | Dritter Platz                                            |
| 18. Januar 2008 (Fr.)                                    | Sprint (10 km)                                           | Michael Greis                                            | Nikolai Kruglow                                          | Ole Einar Bjørndalen                                     |
| 19. Januar 2008 (Sa.)                                    | Verfolgung (12,5 km)                                     | Björn Ferry                                              | Nikolai Kruglow                                          | Michael Greis                                            |
| 20. Januar 2008 (So.)                                    | Massenstart (15 km)                                      | Ole Einar Bjørndalen                                     | Björn Ferry                                              | Michael Greis                                            |

| Biathlon-Weltmeisterschaften in Östersund, 9. Februar 2008 – 17. Februar 2008 | Biathlon-Weltmeisterschaften in Östersund, 9. Februar 2008 – 17. Februar 2008 | Biathlon-Weltmeisterschaften in Östersund, 9. Februar 2008 – 17. Februar 2008 | Biathlon-Weltmeisterschaften in Östersund, 9. Februar 2008 – 17. Februar 2008     | Biathlon-Weltmeisterschaften in Östersund, 9. Februar 2008 – 17. Februar 2008 |
| ----------------------------------------------------------------------------- | ----------------------------------------------------------------------------- | ----------------------------------------------------------------------------- | --------------------------------------------------------------------------------- | ----------------------------------------------------------------------------- |
| Datum                                                                         | Disziplin                                                                     | Erster Platz                                                                  | Zweiter Platz                                                                     | Dritter Platz                                                                 |
| 9. Februar 2008 (Sa.)                                                         | Sprint (10 km)                                                                | Maxim Tschudow                                                                | Halvard Hanevold                                                                  | Ole Einar Bjørndalen                                                          |
| 10. Februar 2008 (So.)                                                        | Verfolgung (12,5 km)                                                          | Ole Einar Bjørndalen                                                          | Maxim Tschudow                                                                    | Alexander Wolf                                                                |
| 14. Februar 2008 (Do.)                                                        | Einzel (20 km)                                                                | Emil Hegle Svendsen                                                           | Ole Einar Bjørndalen                                                              | Maxim Maximow                                                                 |
| 16. Februar 2008 (Sa.)                                                        | Staffel (4 × 7,5 km)                                                          | RusslandIwan Tscheresow Nikolai Kruglow Dmitri Jaroschenko Maxim Tschudow     | NorwegenEmil Hegle Svendsen Rune Brattsveen Halvard Hanevold Ole Einar Bjørndalen | DeutschlandMichael Rösch Alexander Wolf Andreas Birnbacher Michael Greis      |
| 17. Februar 2008 (So.)                                                        | Massenstart (15 km)                                                           | Emil Hegle Svendsen                                                           | Ole Einar Bjørndalen                                                              | Maxim Tschudow                                                                |

| 7. Weltcup in Pyeongchang, 27. Februar 2008 – 2. März 2008 | 7. Weltcup in Pyeongchang, 27. Februar 2008 – 2. März 2008 | 7. Weltcup in Pyeongchang, 27. Februar 2008 – 2. März 2008 | 7. Weltcup in Pyeongchang, 27. Februar 2008 – 2. März 2008 | 7. Weltcup in Pyeongchang, 27. Februar 2008 – 2. März 2008 |
| ---------------------------------------------------------- | ---------------------------------------------------------- | ---------------------------------------------------------- | ---------------------------------------------------------- | ---------------------------------------------------------- |
| Datum                                                      | Disziplin                                                  | Erster Platz                                               | Zweiter Platz                                              | Dritter Platz                                              |
| 27. Februar 2008 (Mi.)                                     | Sprint (10 km)                                             | Emil Hegle Svendsen                                        | Halvard Hanevold                                           | Friedrich Pinter                                           |
| 29. Februar 2008 (Fr.)                                     | Verfolgung (12,5 km)                                       | Michael Greis                                              | Halvard Hanevold                                           | Alexander Os                                               |

| 8. Weltcup in Chanty-Mansijsk, 6. März 2008 – 9. März 2008 | 8. Weltcup in Chanty-Mansijsk, 6. März 2008 – 9. März 2008 | 8. Weltcup in Chanty-Mansijsk, 6. März 2008 – 9. März 2008 | 8. Weltcup in Chanty-Mansijsk, 6. März 2008 – 9. März 2008 | 8. Weltcup in Chanty-Mansijsk, 6. März 2008 – 9. März 2008 |
| ---------------------------------------------------------- | ---------------------------------------------------------- | ---------------------------------------------------------- | ---------------------------------------------------------- | ---------------------------------------------------------- |
| Datum                                                      | Disziplin                                                  | Erster Platz                                               | Zweiter Platz                                              | Dritter Platz                                              |
| 6. März 2008 (Do.)                                         | Sprint (10 km)                                             | Ole Einar Bjørndalen                                       | Emil Hegle Svendsen                                        | Andrei Makowejew                                           |
| 8. März 2008 (Sa.)                                         | Verfolgung (12,5 km)                                       | Emil Hegle Svendsen                                        | Tomasz Sikora                                              | Andrei Makowejew                                           |
| 9. März 2008 (So.)                                         | Massenstart (15 km)                                        | Tomasz Sikora                                              | Daniel Graf                                                | Michal Šlesingr                                            |

| 9. Weltcup in Oslo, 13. März 2008 – 16. März 2008 | 9. Weltcup in Oslo, 13. März 2008 – 16. März 2008 | 9. Weltcup in Oslo, 13. März 2008 – 16. März 2008 | 9. Weltcup in Oslo, 13. März 2008 – 16. März 2008 | 9. Weltcup in Oslo, 13. März 2008 – 16. März 2008 |
| ------------------------------------------------- | ------------------------------------------------- | ------------------------------------------------- | ------------------------------------------------- | ------------------------------------------------- |
| Datum                                             | Disziplin                                         | Erster Platz                                      | Zweiter Platz                                     | Dritter Platz                                     |
| 13. März 2008 (Do.)                               | Sprint (10 km)                                    | Emil Hegle Svendsen                               | Michael Rösch                                     | Friedrich Pinter                                  |
| 15. März 2008 (Sa.)                               | Verfolgung (12,5 km)                              | Iwan Tscheresow                                   | Friedrich Pinter                                  | Emil Hegle Svendsen                               |
| 16. März 2008 (So.)                               | Massenstart (15 km)                               | Michal Šlesingr                                   | Nikolai Kruglow                                   | Halvard Hanevold                                  |

### Weltcupstände
| Endstand nach 26 Rennen (Top 10) |                      |        |       |
| \| Rang \| Name \| Punkte \| Siege \| \| ---- \| -------------------- \| ------ \| ----- \| \| 01 \| Ole Einar Bjørndalen \| 869 \| 7 \| \| 02 \| Dmitri Jaroschenko \| 696 \| 1 \| \| 03 \| Emil Hegle Svendsen \| 687 \| 6 \| \| 04 \| Michael Greis \| 596 \| 4 \| \| 05 \| Iwan Tscheresow \| 573 \| 2 \| \| 06 \| Björn Ferry \| 568 \| 1 \| \| 07 \| Maxim Tschudow \| 541 \| 1 \| \| 08 \| Halvard Hanevold \| 512 \| 0 \| \| 09 \| Nikolai Kruglow \| 493 \| 0 \| \| 10 \| Andreas Birnbacher \| 481 \| 0 \| |                      |        |       |
| Rang | Name                 | Punkte | Siege |
| 01 | Ole Einar Bjørndalen | 869    | 7     |
| 02 | Dmitri Jaroschenko   | 696    | 1     |
| 03 | Emil Hegle Svendsen  | 687    | 6     |
| 04 | Michael Greis        | 596    | 4     |
| 05 | Iwan Tscheresow      | 573    | 2     |
| 06 | Björn Ferry          | 568    | 1     |
| 07 | Maxim Tschudow       | 541    | 1     |
| 08 | Halvard Hanevold     | 512    | 0     |
| 09 | Nikolai Kruglow      | 493    | 0     |
| 10 | Andreas Birnbacher   | 481    | 0     |

| Rang | Name                 | Punkte | Siege |
| ---- | -------------------- | ------ | ----- |
| 01   | Vincent Defrasne     | 104    | 1     |
| 02   | Emil Hegle Svendsen  | 100    | 2     |
| 03   | Halvard Hanevold     | 82     | 0     |
| 04   | Maxim Tschudow       | 80     | 0     |
| 05   | Friedrich Pinter     | 69     | 0     |
| 06   | Simon Fourcade       | 60     | 0     |
| 07   | Ole Einar Bjørndalen | 59     | 0     |
| 08   | Simon Eder           | 59     | 0     |
| 09   | Alexander Wolf       | 58     | 0     |
| 10   | Zdeněk Vítek         | 50     | 0     |

| Rang | Name                 | Punkte | Siege |
| ---- | -------------------- | ------ | ----- |
| 01   | Ole Einar Bjørndalen | 383    | 3     |
| 02   | Dmitri Jaroschenko   | 291    | 1     |
| 03   | Emil Hegle Svendsen  | 253    | 2     |
| 04   | Michael Greis        | 233    | 2     |
| 05   | Björn Ferry          | 222    | 0     |
| 06   | Andreas Birnbacher   | 194    | 0     |
| 07   | Iwan Tscheresow      | 193    | 0     |
| 08   | Daniel Graf          | 184    | 0     |
| 09   | Nikolai Kruglow      | 183    | 0     |
| 10   | Maxim Tschudow       | 182    | 1     |

| Rang | Name                 | Punkte | Siege |
| ---- | -------------------- | ------ | ----- |
| 01   | Ole Einar Bjørndalen | 247    | 2     |
| 02   | Dmitri Jaroschenko   | 233    | 0     |
| 03   | Björn Ferry          | 221    | 1     |
| 04   | Iwan Tscheresow      | 220    | 2     |
| 05   | Michael Greis        | 220    | 2     |
| 06   | Emil Hegle Svendsen  | 210    | 1     |
| 07   | Michael Rösch        | 184    | 0     |
| 08   | Andreas Birnbacher   | 166    | 0     |
| 09   | Halvard Hanevold     | 160    | 0     |
| 10   | Maxim Tschudow       | 159    | 0     |

| Rang | Name                 | Punkte | Siege |
| ---- | -------------------- | ------ | ----- |
| 01   | Ole Einar Bjørndalen | 180    | 2     |
| 02   | Nikolai Kruglow      | 143    | 0     |
| 03   | Dmitri Jaroschenko   | 128    | 0     |
| 04   | Michael Greis        | 125    | 0     |
| 05   | Emil Hegle Svendsen  | 124    | 1     |
| 06   | Maxim Tschudow       | 120    | 0     |
| 07   | Björn Ferry          | 111    | 0     |
| 08   | Alexander Wolf       | 110    | 0     |
| 09   | Halvard Hanevold     | 109    | 0     |
| 10   | Tomasz Sikora        | 108    | 1     |

| Rang | Land        | Punkte | Siege |
| ---- | ----------- | ------ | ----- |
| 01   | Norwegen    | 196    | 3     |
| 02   | Russland    | 192    | 2     |
| 03   | Deutschland | 175    | 0     |
| 04   | Schweden    | 148    | 0     |
| 05   | Österreich  | 147    | 0     |
| 06   | Frankreich  | 146    | 0     |
| 07   | Italien     | 130    | 0     |
| 08   | Belarus     | 122    | 0     |
| 09   | Ukraine     | 118    | 0     |
| 10   | Tschechien  | 116    | 0     |

| Rang | Land        | Punkte | Siege |
| ---- | ----------- | ------ | ----- |
| 01   | Norwegen    | 5830   | 10    |
| 02   | Russland    | 5744   | 4     |
| 03   | Deutschland | 5450   | 2     |
| 04   | Österreich  | 4857   | 0     |
| 05   | Schweden    | 4750   | 0     |
| 06   | Frankreich  | 4702   | 1     |
| 07   | Tschechien  | 4345   | 0     |
| 08   | Ukraine     | 4176   | 0     |
| 09   | Italien     | 4031   | 0     |
| 10   | Schweiz     | 3831   | 0     |

### Tabelle

#### Ergebnisse Athleten
| Pos. | Biathlet                | Kontiolahti | Kontiolahti | Kontiolahti | Hochfilzen | Hochfilzen | Pokljuka | Pokljuka | Oberhof | Oberhof | Ruhpolding | Ruhpolding | Antholz | Antholz | Antholz | Östersund | Östersund | Östersund | Östersund | Pyeongchang | Pyeongchang | Chanty-Mansijsk | Chanty-Mansijsk | Chanty-Mansijsk | Oslo | Oslo | Oslo | Punkte |
| Pos. | Biathlet                | Ez          | Sp          | Vf          | Sp         | Vf         | Ez       | Sp       | Sp      | Ms      | Sp         | Vf         | Sp      | Vf      | Ms      | Sp        | Vf        | Ez        | Ms        | Sp          | Vf          | Sp              | Vf              | Ms              | Sp   | Vf   | Ms   | Punkte |
| ---- | ----------------------- | ----------- | ----------- | ----------- | ---------- | ---------- | -------- | -------- | ------- | ------- | ---------- | ---------- | ------- | ------- | ------- | --------- | --------- | --------- | --------- | ----------- | ----------- | --------------- | --------------- | --------------- | ---- | ---- | ---- | ------ |
| 01   | Ole Einar Bjørndalen    | 029         | 001         | 002         | 002        | 001        | 020      | 001      | 002     | 001     | 005        | 005        | 003     | 007     | 001     | 003       | 001       | 002       | 002       | –           | –           | 001             | 007             | 006             | 014  | DNS  | –    | 869    |
| 02   | Dmitri Jaroschenko      | 082         | 002         | 003         | 001        | 002        | 025      | 002      | 006     | 004     | 010        | 008        | 019     | 006     | 010     | 010       | 004       | 011       | 006       | 017         | 019         | 005             | 009             | 009             | 096  | –    | 017  | 696    |
| 03   | Emil Hegle Svendsen     | –           | –           | –           | 013        | 012        | 001      | 025      | 003     | 003     | 015        | 003        | –       | –       | 009     | 012       | 012       | 001       | 001       | 001         | 008         | 002             | 001             | 028             | 001  | 003  | –    | 687    |
| 04   | Michael Greis           | 025         | 033         | 020         | 009        | 010        | 034      | 022      | 004     | 006     | 001        | 001        | 001     | 003     | 003     | –         | –         | 036       | 014       | 010         | 001         | DNF             | –               | 019             | 008  | 004  | 009  | 596    |
| 05   | Iwan Tscheresow         | 014         | 006         | 001         | 005        | 013        | 017      | DNS      | 041     | –       | 019        | 012        | 008     | 008     | 019     | 004       | 008       | 018       | 008       | 035         | 018         | 032             | 014             | 004             | 004  | 001  | 013  | 573    |
| 06   | Björn Ferry             | 069         | 005         | 004         | 011        | 009        | –        | –        | 021     | 021     | 007        | 004        | 006     | 001     | 002     | 015       | 018       | 027       | 009       | 005         | 013         | 007             | 008             | 012             | 049  | DNS  | 016  | 568    |
| 07   | Maxim Tschudow          | 003         | 044         | 006         | 006        | 026        | 046      | 064      | 008     | 005     | 002        | 002        | 012     | 009     | 004     | 001       | 002       | 005       | 003       | 033         | DNS         | –               | –               | –               | –    | –    | –    | 541    |
| 08   | Halvard Hanevold        | 002         | 056         | DNS         | 034        | 004        | 012      | 013      | 037     | 027     | 026        | DNS        | 004     | 010     | 020     | 002       | 009       | 017       | 005       | 002         | 002         | 034             | 016             | 014             | 033  | 026  | 003  | 512    |
| 09   | Nikolai Kruglow         | 008         | 016         | 009         | 019        | 022        | 023      | 006      | 020     | 002     | DNS        | –          | 002     | 002     | 017     | 026       | 025       | –         | –         | –           | –           | 006             | 005             | 005             | 010  | 028  | 002  | 493    |
| 10   | Andreas Birnbacher      | –           | –           | –           | 008        | 006        | 009      | 010      | 034     | 016     | 012        | 019        | 014     | 017     | 008     | 008       | 021       | –         | 016       | 006         | 009         | 031             | 004             | 008             | 006  | 009  | 028  | 481    |
| 11   | Michael Rösch           | 054         | 032         | 012         | 033        | 032        | 006      | 043      | 015     | 014     | 009        | 014        | 017     | 014     | 023     | 005       | 007       | 025       | 028       | 020         | 004         | 015             | 011             | 013             | 002  | 005  | 006  | 475    |
| 12   | Tomasz Sikora           | 010         | 011         | 011         | 007        | 024        | 016      | DNS      | 001     | 017     | 047        | DNS        | 053     | DNS     | 012     | 011       | 011       | 030       | 021       | 024         | 007         | 019             | 002             | 001             | 016  | 027  | 012  | 461    |
| 13   | Daniel Graf             | 005         | 038         | 042         | 014        | 003        | 031      | 008      | 027     | 015     | 004        | 006        | 013     | 019     | 025     | 007       | 019       | 033       | 017       | 004         | 017         | 070             | –               | 002             | 074  | –    | 010  | 444    |
| 14   | Alexander Wolf          | 036         | 043         | 021         | 047        | 051        | 002      | 029      | 057     | 007     | 003        | 009        | 010     | 012     | 006     | 019       | 003       | 019       | 014       | 012         | 006         | 030             | DNS             | 010             | 039  | 030  | 020  | 423    |
| 15   | Vincent Defrasne        | 001         | 013         | 019         | 015        | 008        | 007      | 037      | 011     | 030     | 018        | 010        | 032     | DNS     | 005     | 054       | 022       | 012       | 007       | –           | –           | 011             | 020             | 007             | 023  | DNS  | –    | 399    |
| 16   | Friedrich Pinter        | 007         | 007         | 010         | 053        | 028        | 005      | 016      | –       | –       | –          | –          | 020     | 020     | 022     | 043       | 030       | 031       | –         | 003         | 005         | 035             | 024             | 024             | 003  | 002  | 026  | 365    |
| 17   | Simon Fourcade          | 014         | 046         | 044         | 043        | 011        | 029      | 004      | 028     | 009     | 054        | 043        | 007     | 005     | 013     | 020       | 006       | 004       | 027       | 049         | DNF         | 018             | 015             | DNF             | 055  | 019  | 015  | 350    |
| 18   | Simon Eder              | 011         | 019         | 012         | 068        | –          | 011      | 017      | DNS     | 024     | 022        | 026        | 009     | 013     | 014     | 033       | 023       | 020       | 015       | 007         | 010         | 027             | DNS             | –               | 025  | 008  | 007  | 348    |
| 19   | Michal Šlesingr         | 037         | 025         | 013         | 036        | 019        | 019      | 009      | 044     | 029     | 042        | 031        | 030     | 037     | –       | 006       | 005       | 010       | 026       | –           | –           | 017             | 010             | 003             | 022  | DNF  | 001  | 325    |
| 20   | Andrei Makowejew        | –           | 015         | 047         | 003        | 016        | 053      | 023      | 051     | 020     | 041        | 049        | –       | –       | 016     | –         | –         | –         | –         | 011         | 012         | 003             | 003             | 016             | 019  | DNF  | 004  | 307    |
| 21   | Zhang Chengye           | 013         | 008         | 008         | 062        | –          | 015      | 033      | 013     | 010     | 020        | 007        | –       | –       | –       | 039       | 028       | 082       | –         | 034         | 023         | 036             | 021             | 022             | 015  | 011  | 005  | 292    |
| 22   | Mattias Nilsson         | 012         | 014         | 025         | 028        | 037        | DNS      | 003      | 005     | 026     | 014        | 013        | 055     | DNS     | 029     | 060       | 035       | 054       | –         | 023         | 027         | 012             | 012             | 021             | 020  | 010  | 025  | 283    |
| 23   | Rune Brattsveen         | 040         | 009         | 005         | 024        | 015        | 036      | 014      | 022     | 012     | 011        | 020        | –       | –       | 030     | 038       | 015       | –         | 011       | 016         | 037         | 008             | 030             | 015             | –    | –    | 023  | 283    |
| 24   | Alexander Os            | 056         | 004         | 014         | 010        | 007        | 056      | 045      | 039     | 022     | –          | –          | 036     | 028     | 028     | –         | –         | 041       | –         | 021         | 003         | 014             | 038             | 023             | 018  | 006  | 029  | 259    |
| 25   | Simon Hallenbarter      | 085         | 059         | 052         | 018        | 021        | –        | –        | 024     | –       | 006        | 011        | 016     | 011     | 007     | 013       | 024       | 034       | 022       | 032         | 028         | 054             | 043             | 011             | 031  | 041  | 027  | 236    |
| 26   | Daniel Mesotitsch       | 030         | 010         | 037         | 041        | 014        | 040      | 044      | 016     | 011     | 043        | 047        | 005     | 004     | 011     | 049       | 031       | 060       | –         | 028         | 032         | 029             | DNF             | 027             | 030  | 022  | 018  | 217    |
| 27   | Alexei Tschurin         | 006         | 020         | 007         | 020        | 025        | 066      | DNS      | 067     | 025     | –          | –          | 054     | 042     | 018     | –         | –         | –         | –         | 042         | 046         | 010             | 018             | 017             | 037  | 023  | 024  | 181    |
| 28   | Carl Johan Bergman      | 055         | 048         | 034         | 004        | 005        | –        | –        | 019     | 013     | 021        | 028        | 015     | 027     | 027     | 028       | 029       | 024       | –         | 050         | DNS         | 022             | 028             | 029             | 027  | DNF  | –    | 176    |
| 29   | Tim Burke               | 049         | 012         | 028         | 075        | –          | –        | –        | –       | –       | 036        | 037        | 026     | 016     | –       | 009       | 010       | 029       | 025       | 048         | 038         | 045             | 029             | –               | 045  | 007  | 008  | 171    |
| 30   | Frode Andresen          | 070         | 037         | 043         | –          | –          | 039      | 007      | 010     | 019     | 025        | 022        | 023     | 023     | 015     | 057       | 042       | –         | –         | –           | –           | –               | –               | –               | 005  | DNF  | 019  | 166    |
| 31   | Christoph Stephan       | 018         | 034         | 038         | 092        | –          | 033      | 068      | 030     | –       | 008        | 017        | 022     | 018     | 026     | –         | –         | –         | –         | 013         | 022         | 020             | 022             | 018             | 044  | 046  | 014  | 165    |
| 32   | Christoph Sumann        | 024         | 044         | 017         | 031        | 017        | –        | –        | 043     | –       | 024        | 015        | DNS     | –       | –       | 024       | 017       | 022       | 018       | 015         | 026         | 083             | –               | 025             | 053  | 024  | 011  | 159    |
| 33   | Maxim Maximow           | –           | –           | –           | –          | –          | –        | –        | –       | –       | 013        | 024        | 027     | 015     | –       | –         | –         | 003       | 004       | –           | –           | 024             | 027             | 026             | 066  | –    | 022  | 155    |
| 34   | Carsten Pump            | 068         | 003         | 018         | 045        | 031        | 030      | 056      | 038     | 008     | 023        | 038        | 024     | 023     | 024     | –         | –         | –         | –         | 025         | DNF         | 013             | 040             | 020             | 067  | –    | 030  | 155    |
| 35   | Zdeněk Vítek            | 097         | 065         | –           | 057        | 059        | 014      | 019      | 007     | 018     | 058        | 034        | 071     | –       | –       | 023       | 016       | 007       | –         | –           | –           | 051             | DNS             | –               | 064  | –    | 021  | 140    |
| 36   | Christian De Lorenzi    | 071         | 028         | 030         | 067        | –          | 028      | 027      | 063     | –       | 035        | 027        | 025     | 046     | –       | 021       | 014       | 006       | 030       | 031         | 014         | 071             | –               | –               | 042  | 013  | –    | 122    |
| 37   | Krzysztof Pływaczyk     | 016         | 051         | 055         | 038        | 033        | 070      | 011      | 023     | –       | 031        | 032        | 062     | –       | –       | 048       | 057       | 013       | 023       | 018         | 024         | 044             | 025             | –               | 057  | 016  | –    | 116    |
| 38   | Ilmārs Bricis           | 100         | 058         | 054         | 040        | 035        | 048      | 040      | –       | –       | 034        | 039        | 061     | –       | –       | 018       | 013       | 015       | 012       | –           | –           | –               | –               | –               | 012  | 012  | –    | 115    |
| 39   | Oleksij Ajdarow         | 039         | 053         | 039         | 039        | 023        | 037      | 005      | 009     | 023     | 079        | –          | –       | –       | 021     | 052       | 053       | –         | –         | 026         | 040         | 072             | –               | –               | 032  | 039  | –    | 096    |
| 40   | Matthias Simmen         | 020         | 040         | 046         | 029        | 046        | 075      | DNF      | 017     | –       | 033        | 021        | 033     | 021     | –       | 035       | 048       | 026       | –         | 019         | 025         | 058             | 044             | –               | 011  | 037  | –    | 094    |
| 41   | Andrei Prokunin         | –           | –           | –           | –          | –          | –        | –        | 029     | –       | 038        | 035        | 056     | 032     | –       | –         | –         | –         | –         | 009         | 015         | 037             | 031             | –               | 009  | 015  | –    | 090    |
| 42   | Ronny Hafsås            | –           | –           | –           | –          | –          | –        | –        | –       | –       | –          | –          | –       | –       | –       | –         | –         | –         | –         | 041         | 021         | 009             | 013             | –               | 013  | 021  | –    | 088    |
| 43   | Stian Eckhoff           | 023         | 024         | 023         | 032        | 034        | –        | –        | –       | –       | 044        | 018        | –       | –       | –       | –         | –         | –         | –         | –           | –           | –               | –               | –               | 007  | 014  | –    | 086    |
| 44   | Klemen Bauer            | 087         | 026         | 033         | 093        | –          | 024      | 018      | 062     | –       | 077        | –          | 065     | –       | –       | 059       | 044       | 064       | –         | 008         | 020         | 025             | 041             | –               | 021  | 049  | –    | 082    |
| 45   | Ondřej Moravec          | 046         | 035         | 049         | 086        | –          | 060      | 049      | 052     | –       | 052        | 054        | 035     | 033     | –       | –         | –         | 044       | –         | –           | –           | 004             | 017             | –               | 017  | 018  | –    | 081    |
| 46   | Serhij Sednjew          | 026         | 023         | 029         | 063        | –          | 003      | 031      | 074     | 028     | 071        | –          | –       | –       | –       | –         | –         | 067       | –         | 046         | 052         | 064             | –               | –               | 047  | 017  | –    | 075    |
| 47   | Jay Hakkinen            | 009         | 022         | 022         | 078        | –          | 079      | 071      | 073     | –       | 017        | 016        | 031     | 045     | –       | 089       | –         | –         | –         | –           | –           | 059             | 054             | –               | 043  | 035  | –    | 075    |
| 48   | Andrij Derysemlja       | 074         | 050         | DNS         | 042        | 053        | –        | –        | 047     | –       | 037        | 036        | 059     | DNS     | –       | 029       | 036       | 009       | 010       | –           | –           | 050             | 019             | –               | 059  | DNF  | –    | 068    |
| 49   | Wjatscheslaw Derkatsch  | 064         | 027         | 035         | 021        | 042        | 027      | 026      | 026     | –       | –          | –          | 046     | 047     | –       | 016       | 027       | 039       | 024       | 039         | 031         | 075             | –               | –               | 041  | 020  | –    | 065    |
| 50   | Sergei Roschkow         | 004         | 029         | 015         | –          | –          | –        | –        | –       | –       | –          | –          | –       | –       | –       | –         | –         | –         | –         | –           | –           | –               | –               | –               | –    | –    | –    | 058    |
| 51   | Rustam Waliulin         | 096         | 018         | 027         | 051        | 052        | 080      | 052      | 049     | –       | 056        | DNS        | 052     | 041     | –       | 045       | 043       | 008       | 020       | –           | –           | 039             | 032             | –               | 065  | –    | –    | 058    |
| 52   | Sjarhej Nowikau         | 047         | 068         | –           | 049        | 044        | 062      | 072      | 045     | –       | 065        | –          | 034     | 022     | –       | 022       | 026       | 014       | 029       | –           | –           | 021             | 026             | –               | 069  | –    | –    | 058    |
| 53   | Hans Martin Gjedrem     | –           | –           | –           | 012        | 020        | 074      | 039      | 055     | –       | –          | –          | –       | –       | –       | –         | –         | –         | –         | 036         | 030         | 016             | 023             | –               | –    | –    | –    | 057    |
| 54   | Jaroslav Soukup         | 019         | 052         | 051         | 072        | –          | 047      | 034      | 081     | –       | –          | –          | 011     | 025     | –       | 058       | 049       | –         | –         | –           | –           | 023             | 034             | –               | 083  | –    | –    | 050    |
| 55   | Lois Habert             | 052         | 057         | 036         | 044        | 054        | 013      | 050      | 012     | –       | 060        | 052        | 045     | 035     | –       | 027       | 045       | 032       | –         | 040         | 034         | 055             | 033             | –               | 054  | 038  | –    | 046    |
| 56   | Pavol Hurajt            | 057         | 091         | –           | 079        | –          | 055      | 038      | –       | –       | 029        | 030        | –       | –       | –       | 014       | 020       | 046       | 019       | –           | –           | 078             | –               | –               | 081  | –    | –    | 044    |
| 57   | Oleh Bereschnyj         | –           | –           | –           | –          | –          | 004      | –        | 071     | –       | 084        | –          | 081     | –       | –       | –         | –         | 058       | –         | –           | –           | –               | –               | –               | –    | –    | –    | 040    |
| 58   | Oleksandr Bilanenko     | 022         | 078         | –           | 026        | 038        | 010      | 058      | –       | –       | –          | –          | –       | –       | –       | 044       | 046       | –         | –         | –           | –           | –               | –               | –               | –    | –    | –    | 040    |
| 59   | Timo Antila             | 058         | 066         | –           | 022        | 039        | DNS      | –        | 018     | –       | 063        | –          | 039     | 039     | –       | 031       | 041       | 048       | –         | 022         | 029         | 026             | 037             | –               | 063  | –    | –    | 038    |
| 60   | Artjom Gussew           | –           | –           | –           | –          | –          | –        | –        | –       | –       | –          | –          | –       | –       | –       | –         | –         | –         | –         | –           | –           | 028             | 006             | –               | –    | –    | –    | 037    |
| 61   | Dominik Landertinger    | –           | –           | –           | –          | –          | 018      | 012      | –       | –       | 046        | 041        | 057     | 029     | –       | –         | –         | –         | –         | –           | –           | 043             | 051             | –               | 052  | 050  | –    | 037    |
| 62   | Julien Robert           | 050         | 030         | 041         | 017        | 018        | 052      | 067      | 036     | –       | 064        | –          | 037     | 034     | –       | –         | –         | 023       | –         | 054         | DNS         | 052             | 047             | –               | –    | –    | –    | 036    |
| 63   | Tomáš Holubec           | 048         | 021         | 024         | 052        | 056        | 043      | 015      | 060     | –       | 051        | 046        | 058     | 038     | –       | –         | –         | –         | –         | –           | –           | 053             | 050             | –               | 073  | –    | –    | 033    |
| 64   | Lowell Bailey           | 061         | 067         | –           | 037        | 048        | 050      | –        | 046     | –       | 028        | 029        | 050     | 049     | –       | 061       | –         | 056       | –         | 029         | 011         | 077             | –               | –               | 062  | –    | –    | 031    |
| 65   | Robin Clegg             | 043         | 072         | –           | 087        | –          | 008      | 069      | 040     | –       | 075        | –          | 072     | –       | –       | 067       | –         | 068       | –         | –           | –           | –               | –               | –               | –    | –    | –    | 030    |
| 66   | Magnus Jonsson          | 099         | 049         | 032         | –          | –          | 042      | 021      | 014     | –       | 066        | –          | 048     | 048     | –       | –         | –         | 042       | –         | –           | –           | –               | –               | –               | 068  | –    | –    | 028    |
| 67   | Roland Lessing          | 078         | 042         | 048         | 056        | 040        | 068      | 078      | –       | –       | 049        | 045        | 018     | 036     | –       | 017       | 032       | 074       | –         | –           | –           | –               | –               | –               | 036  | 044  | –    | 027    |
| 68   | Christian Martinelli    | 017         | 083         | –           | 066        | –          | 051      | 046      | DNS     | –       | 040        | 040        | 079     | –       | –       | 034       | 059       | 057       | –         | 053         | 043         | 041             | 046             | –               | 024  | 025  | –    | 027    |
| 69   | David Ekholm            | 053         | 062         | –           | 016        | 029        | DNS      | –        | 053     | –       | 032        | 056        | –       | –       | –       | 025       | 039       | –         | –         | 044         | 044         | 049             | 036             | –               | 055  | 036  | –    | 023    |
| 70   | René-Laurent Vuillermoz | 102         | 054         | DNF         | 069        | –          | 058      | 053      | 068     | –       | 050        | 044        | 063     | –       | –       | 040       | 038       | 037       | –         | 014         | 039         | 061             | –               | –               | 034  | 047  | –    | 018    |
| 71   | Markus Windisch         | 095         | 017         | 040         | 074        | –          | 054      | 035      | DNS     | –       | 078        | –          | 075     | –       | –       | 051       | 055       | –         | –         | 027         | 036         | 033             | 042             | –               | 035  | 040  | –    | 018    |
| 72   | Ferréol Cannard         | 067         | 060         | 045         | 058        | 041        | 077      | 024      | 025     | –       | 027        | 042        | 038     | 030     | –       | 032       | 034       | –         | –         | 045         | 035         | 057             | 048             | –               | –    | –    | –    | 018    |
| 73   | Jarkko Kauppinen        | 045         | 088         | –           | –          | –          | –        | –        | 054     | –       | 045        | 055        | 021     | 026     | –       | 081       | –         | 040       | –         | –           | –           | –               | –               | –               | 029  | 043  | –    | 017    |
| 74   | Marek Matiaško          | 065         | 079         | –           | 050        | 057        | 035      | 030      | 091     | –       | 055        | 050        | –       | –       | –       | 046       | 052       | 016       | –         | –           | –           | 076             | –               | –               | 072  | –    | –    | 016    |
| 75   | Roman Dostál            | 033         | 031         | 050         | 080        | –          | 065      | 032      | 048     | –       | 016        | 033        | –       | –       | –       | 036       | 033       | 053       | –         | –           | –           | 056             | 039             | –               | 071  | –    | –    | 015    |
| 76   | Alexis Bœuf             | –           | –           | –           | –          | –          | –        | –        | –       | –       | –          | –          | –       | –       | –       | –         | –         | –         | –         | 038         | 016         | 062             | –               | –               | 049  | 031  | –    | 015    |
| 77   | Jean-Philippe Leguellec | 081         | 077         | –           | 023        | 027        | 059      | 042      | –       | –       | 067        | –          | 028     | 031     | –       | 066       | –         | 071       | –         | 050         | 042         | 042             | 045             | –               | 040  | 034  | –    | 015    |
| 78   | Lars Berger             | 041         | 047         | 026         | –          | –          | –        | –        | –       | –       | 030        | 025        | –       | –       | –       | –         | –         | –         | –         | –           | –           | –               | –               | –               | 048  | 029  | –    | 014    |
| 79   | Zhang Qing              | 028         | 096         | –           | 035        | 058        | 022      | 070      | 033     | –       | 060        | 058        | –       | –       | –       | –         | –         | –         | –         | 064         | –           | 038             | 052             | –               | 078  | –    | –    | 012    |
| 80   | Tobias Eberhard         | 066         | 073         | –           | 064        | –          | 057      | 020      | 060     | –       | DNS        | –          | 044     | 040     | –       | –         | –         | –         | –         | –           | –           | 068             | –               | –               | 075  | –    | –    | 011    |
| 81   | Aljaksandr Syman        | 044         | 076         | –           | 070        | –          | 045      | 063      | 034     | –       | 073        | –          | 043     | 051     | –       | 062       | –         | 021       | –         | –           | –           | 082             | –               | –               | 046  | 048  | –    | 010    |
| 82   | Ludwig Gredler          | 021         | 085         | –           | 065        | –          | DNS      | 077      | 072     | –       | 072        | –          | –       | –       | –       | –         | –         | –         | –         | –           | –           | –               | –               | –               | –    | –    | –    | 010    |
| 83   | Vincent Jay             | 031         | 089         | –           | 030        | 030        | 026      | 054      | 059     | –       | 087        | –          | 029     | 043     | –       | –         | –         | –         | –         | 052         | 047         | 073             | –               | –               | –    | –    | –    | 009    |
| 84   | Matej Kazár             | 086         | 083         | –           | –          | –          | –        | –        | 079     | –       | 039        | 023        | –       | –       | –       | 042       | 037       | 086       | –         | –           | –           | –               | –               | –               | –    | –    | –    | 008    |
| 85   | Indrek Tobreluts        | –           | –           | –           | 025        | 045        | 071      | 041      | –       | –       | 057        | 048        | 074     | –       | –       | 030       | 060       | –         | –         | 030         | 033         | 046             | 035             | –               | 058  | 045  | –    | 008    |
| 86   | Ren Long                | 042         | 075         | –           | 046        | 055        | 069      | 079      | 066     | –       | 080        | –          | –       | –       | –       | 088       | –         | 077       | –         | 063         | –           | 065             | –               | –               | 026  | 033  | –    | 005    |
| 87   | Claudio Böckli          | 051         | 101         | –           | 026        | 036        | –        | 062      | –       | –       | –          | –          | –       | –       | –       | 062       | –         | –         | –         | 061         | –           | 063             | –               | –               | DNF  | –    | –    | 005    |
| 88   | Michail Kotschkin       | 027         | –           | –           | 048        | 043        | 041      | 074      | –       | –       | –          | –          | –       | –       | –       | –         | –         | –         | –         | –           | –           | –               | –               | –               | –    | –    | –    | 004    |
| 89   | Thomas Frei             | –           | –           | –           | –          | –          | –        | –        | 032     | –       | 048        | 053        | 069     | –       | –       | 037       | 058       | 070       | –         | 037         | 041         | 047             | 053             | –               | 028  | 051  | –    | 003    |
| 90   | Mattia Cola             | 035         | 071         | –           | 076        | –          | 038      | 028      | DNS     | –       | 091        | –          | 078     | –       | –       | –         | –         | 078       | –         | –           | –           | –               | –               | –               | –    | –    | –    | 003    |
| 91   | Alexander Tscherwjakow  | 098         | 081         | –           | 095        | –          | 049      | 084      | 069     | –       | –          | –          | 083     | –       | –       | 047       | 047       | 028       | –         | –           | –           | 060             | DNS             | –               | –    | –    | –    | 003    |

| Legende | Legende | Legende | Legende                                                    |
| ------- | ------- | ------- | ---------------------------------------------------------- |
| 1       | 2       | 3       | Podest-Platzierungen                                       |
| 4–10    | 4–10    | 4–10    | übrige Top-10-Platzierungen                                |
| 11–30   | 11–30   | 11–30   | Rennen innerhalb der Punkteränge beendet                   |
| ab 31   | ab 31   | ab 31   | Rennen außerhalb der Punkteränge beendet                   |
| LAP     | LAP     | LAP     | Lapped / Überrundet und damit ausgeschieden                |
| DNF     | DNF     | DNF     | Did not finish / Rennen begonnen aber nicht beendet        |
| DNS     | DNS     | DNS     | Did not start / Gemeldet, aber nicht zum Rennen angetreten |

#### Ergebnisse Staffel
| Platz | Land                   | Hochfilzen                                                                      | Pokljuka                                                                     | Oberhof                                                                          | Ruhpolding                                                                    | Östersund                                                                       | Punkte |
| ----- | ---------------------- | ------------------------------------------------------------------------------- | ---------------------------------------------------------------------------- | -------------------------------------------------------------------------------- | ----------------------------------------------------------------------------- | ------------------------------------------------------------------------------- | ------ |
| 01    | Norwegen               | 0 1 Emil Hegle Svendsen Alexander Os Halvard Hanevold Ole Einar Bjørndalen      | 04 Emil Hegle Svendsen Rune Brattsveen Halvard Hanevold Ole Einar Bjørndalen | 0 1 Emil Hegle Svendsen Alexander Os Halvard Hanevold Ole Einar Bjørndalen       | 0 1 Emil Hegle Svendsen Rune Brattsveen Halvard Hanevold Ole Einar Bjørndalen | 02 Emil Hegle Svendsen Rune Brattsveen Halvard Hanevold Ole Einar Bjørndalen    | 196    |
| 02    | Russland               | 02 Iwan Tscheresow Maxim Tschudow Nikolai Kruglow Dmitri Jaroschenko            | 0 1 Andrei Makowejew Maxim Tschudow Dmitri Jaroschenko Nikolai Kruglow       | 02 Iwan Tscheresow Maxim Tschudow Dmitri Jaroschenko Nikolai Kruglow             | 02 Iwan Tscheresow Nikolai Kruglow Dmitri Jaroschenko Maxim Tschudow          | 0 1 Iwan Tscheresow Nikolai Kruglow Dmitri Jaroschenko Maxim Tschudow           | 192    |
| 03    | Deutschland            | 03 Michael Rösch Daniel Graf Carsten Pump Michael Greis                         | 02 Michael Rösch Alexander Wolf Andreas Birnbacher Michael Greis             | 03 Michael Rösch Alexander Wolf Andreas Birnbacher Michael Greis                 | 03 Michael Rösch Alexander Wolf Carsten Pump Michael Greis                    | 03 Michael Rösch Alexander Wolf Andreas Birnbacher Michael Greis                | 175    |
| 04    | Schweden               | 06 David Ekholm Björn Ferry Mattias Nilsson Carl Johan Bergman                  | DNS Magnus Jonsson Jakob Börjesson Mattias Nilsson Jörgen Brink              | 04 Magnus Jonsson Björn Ferry Mattias Nilsson Carl Johan Bergman                 | 04 Magnus Jonsson Björn Ferry Mattias Nilsson Carl Johan Bergman              | 06 David Ekholm Björn Ferry Mattias Nilsson Carl Johan Bergman                  | 148    |
| 05    | Österreich             | 08 Daniel Mesotitsch Friedrich Pinter Ludwig Gredler Christoph Sumann           | 03 Daniel Mesotitsch Friedrich Pinter Dominik Landertinger Simon Eder        | 08 Daniel Mesotitsch Ludwig Gredler Tobias Eberhard Christoph Sumann             | 06 Simon Eder Daniel Mesotitsch Dominik Landertinger Christoph Sumann         | 04 Simon Eder Friedrich Pinter Daniel Mesotitsch Christoph Sumann               | 147    |
| 06    | Frankreich             | 04 Julien Robert Vincent Jay Simon Fourcade Vincent Defrasne                    | 07 Ferréol Cannard Vincent Defrasne Loïs Habert Simon Fourcade               | 05 Julien Robert Loïs Habert Ferréol Cannard Vincent Defrasne                    | 07 Simon Fourcade Vincent Defrasne Loïs Habert Ferréol Cannard                | 05 Julien Robert Vincent Defrasne Ferréol Cannard Simon Fourcade                | 146    |
| 07    | Italien                | 09 Christian De Lorenzi Markus Windisch Christian Martinelli Mattia Cola        | 05 Christian De Lorenzi Markus Windisch Mattia Cola René-Laurent Vuillermoz  | 09 Mattia Cola Christian De Lorenzi René-Laurent Vuillermoz Christian Martinelli | 05 Christian De Lorenzi Mattia Cola Christian Martinelli Markus Windisch      | 11 Christian De Lorenzi Mattia Cola René-Laurent Vuillermoz Markus Windisch     | 130    |
| 08    | Belarus                | 07 Sjarhej Nowikau Aljaksandr Syman Uladsimir Miklascheuski Rustam Waliulin     | 10 Sjarhej Nowikau Aljaksandr Syman Wassili Schetalin Rustam Waliulin        | 06 Sjarhej Nowikau Aljaksandr Syman Uladsimir Miklascheuski Rustam Waliulin      | 14 Sjarhej Nowikau Aljaksandr Syman Uladsimir Miklascheuski Rustam Waliulin   | 08 Sjarhej Nowikau Aljaksandr Syman Uladsimir Miklascheuski Rustam Waliulin     | 122    |
| 09    | Ukraine                | 10 Wjatscheslaw Derkatsch Oleksandr Bilanenko Andrij Derysemlja Oleksij Ajdarow | 06 Oleksij Ajdarow Serhij Sednjew Oleh Bereschnyj Wjatscheslaw Derkatsch     | 07 Oleksij Ajdarow Serhij Sednjew Andrij Derysemlja Wjatscheslaw Derkatsch       | 12 Oleksij Ajdarow Serhij Sednjew Roman Pryma Andrij Derysemlja               | 10 Wjatscheslaw Derkatsch Oleksij Ajdarow Oleksandr Bilanenko Andrij Derysemlja | 118    |
| 10    | Tschechien             | 14 Ondřej Moravec Jaroslav Soukup Roman Dostál Michal Šlesingr                  | 08 Tomáš Holubec Zdeněk Vítek Jaroslav Soukup Michal Šlesingr                | 10 Jaroslav Soukup Michal Šlesingr Tomáš Holubec Zdeněk Vítek                    | 09 Michal Šlesingr Ondřej Moravec Roman Dostál Zdeněk Vítek                   | 07 Michal Šlesingr Jaroslav Soukup Ondřej Moravec Zdeněk Vítek                  | 116    |
| 11    | Slowakei               | 11 Pavol Hurajt Marek Matiaško Matej Kazár Miroslav Matiaško                    | 11 Pavol Hurajt Marek Matiaško Matej Kazár Miroslav Matiaško                 | 19 Dušan Šimočko Miroslav Matiaško Matej Kazár Michal Lepieš                     | 11 Pavol Hurajt Marek Matiaško Matej Kazár Miroslav Matiaško                  | 09 Pavol Hurajt Marek Matiaško Matej Kazár Miroslav Matiaško                    | 100    |
| 12    | Lettland               | 15 Edgars Piksons Kristaps Lībietis Kaspars Dumbris Jānis Bērziņš               | 09 Kaspars Dumbris Ilmārs Bricis Kristaps Lībietis Jānis Bērziņš             | 11 Edgars Piksons Kaspars Dumbris Kristaps Lībietis Jānis Bērziņš                | 10 Edgars Piksons Ilmārs Bricis Kaspars Dumbris Jānis Bērziņš                 | 13 Edgars Piksons Kaspars Dumbris Jānis Bērziņš Ilmārs Bricis                   | 098    |
| 13    | Slowenien              | 16 Gregor Brvar Klemen Bauer Peter Dokl Vasja Rupnik                            | 12 Gregor Brvar Klemen Bauer Peter Dokl Vasja Rupnik                         | 12 Gregor Brvar Peter Dokl Klemen Bauer Vasja Rupnik                             | DNS Peter Dokl Gregor Brvar Klemen Bauer Vasja Rupnik                         | 19 Gregor Brvar Peter Dokl Klemen Bauer Vasja Rupnik                            | 071    |
| 14    | Estland                | 17 Priit Viks Indrek Tobreluts Kauri Kõiv Roland Lessing                        | 13 Priit Viks Indrek Tobreluts Kauri Kõiv Roland Lessing                     | 18 Priit Viks Kauri Kõiv Karel Viigipuu Danil Steptsenko                         | 19 Karel Viigipuu Indrek Tobreluts Kauri Kõiv Roland Lessing                  | 12 Priit Viks Indrek Tobreluts Kauri Kõiv Roland Lessing                        | 069    |
| 15    | Vereinigte Staaten     | 12 Jay Hakkinen Lowell Bailey Tim Burke Jeremy Teela                            | –                                                                            | –                                                                                | 08 Lowell Bailey Jay Hakkinen Tim Burke Jeremy Teela                          | 15 Lowell Bailey Jay Hakkinen Tim Burke Jeremy Teela                            | 068    |
| 16    | Schweiz                | 05 Simon Hallenbarter Matthias Simmen Claudio Böckli Ivan Joller                | DNS Simon Hallenbarter Matthias Simmen Claudio Böckli Ivan Joller            | DNF Simon Hallenbarter Matthias Simmen Thomas Frei Claudio Böckli                | 15 Simon Hallenbarter Matthias Simmen Ivan Joller Thomas Frei                 | 18 Simon Hallenbarter Matthias Simmen Thomas Frei Ivan Joller                   | 066    |
| 17    | Volksrepublik China    | 18 Zhang Qing Zhang Chengye Ren Long Tian Ye                                    | 17 Ren Long Zhang Chengye Zhang Qing Tian Ye                                 | 13 Zhang Qing Zhang Chengye Ren Long Tian Ye                                     | 16 Zhang Qing Ren Long Zhang Chengye Tian Ye                                  | 16 Tian Ye Zhang Chengye Ren Long Zhang Qing                                    | 064    |
| 18    | Japan                  | 21 Junji Nagai Tatsumi Kasahara Shinya Saito Hidenori Isa                       | 16 Tatsumi Kasahara Junji Nagai Hidenori Isa Shinya Saito                    | 14 Tatsumi Kasahara Junji Nagai Hidenori Isa Shinya Saito                        | 13 Tatsumi Kasahara Junji Nagai Hidenori Isa Shinya Saito                     | –                                                                               | 063    |
| 19    | Bulgarien              | 19 Michail Kletscherow Witalij Rudentschik Kiril Wassilew Wladimir Iliew        | 15 Michail Kletscherow Witalij Rudentschik Kiril Wassilew Krassimir Anew     | 17 Michail Kletscherow Witalij Rudentschik Kiril Wassilew Martin Bogdanow        | DNS Michail Kletscherow Witalij Rudentschik Kiril Wassilew Martin Bogdanow    | 20 Michail Kletscherow Kiril Wassilew Wladimir Iliew Witalij Rudentschik        | 053    |
| 20    | Kanada                 | 13 Robin Clegg Jean-Philippe Leguellec Scott Perras Jaime Robb                  | 14 Robin Clegg Jean-Philippe Leguellec Scott Perras Patrick Côté             | –                                                                                | –                                                                             | 21 Robin Clegg Scott Perras Nathan Smith Jean-Philippe Leguellec                | 048    |
| 21    | Finnland               | –                                                                               | –                                                                            | 16 Jarkko Kauppinen Timo Antila Tapio Pukki Jouni Kinnunen                       | 18 Jarkko Kauppinen Timo Antila Marko Mänttäri Mika Kaljunen                  | 14 Jarkko Kauppinen Timo Antila Jouni Kinnunen Tapio Pukki                      | 046    |
| 22    | Polen                  | DNS Adam Kwak Tomasz Sikora Krzysztof Pływaczyk Sebastian Witek                 | DNS Adam Kwak Krzysztof Pływaczyk Sebastian Witek Tomasz Sikora              | 15 Adam Kwak Krzysztof Pływaczyk Tomasz Puda Tomasz Sikora                       | 17 Adam Kwak Krzysztof Pływaczyk Tomasz Sikora Tomasz Puda                    | 17 Adam Kwak Krzysztof Pływaczyk Łukasz Szczurek Tomasz Sikora                  | 044    |
| 23    | Vereinigtes Königreich | 22 Lee-Steve Jackson Kevin Kane Stephen Hill Paul Whibley                       | 18 Lee-Steve Jackson Kevin Kane Si Burke Stephen Hill                        | 20 Lee-Steve Jackson Kevin Kane Stephen Hill Marcel Laponder                     | 20 Kevin Kane Marcel Laponder Stephen Hill Carl Carrier                       | 23 Lee-Steve Jackson Kevin Kane Simon Allanson Stephen Hill                     | 044    |
| 24    | Serbien                | –                                                                               | 19 Milanko Petrović Nikola Jeremić Aleksandar Milenković Damir Rastić        | –                                                                                | 21 Damir Rastić Aleksandar Milenković Nikola Jeremić Milanko Petrović         | 24 Damir Rastić Aleksandar Milenković Milanko Petrović Nikola Jeremić           | 029    |
| 25    | Kasachstan             | 20 Alexander Tscherwjakow Sergei Naumik Alexander Trifonow Alexander Schessler  | –                                                                            | –                                                                                | –                                                                             | 22 Alexander Tscherwjakow Dias Keneschow Alexander Schessler Sergei Naumik      | 020    |

| Legende | Legende | Legende | Legende                                  |
| ------- | ------- | ------- | ---------------------------------------- |
| 1       | 2       | 3       | Podest-Platzierungen                     |
| 4–10    | 4–10    | 4–10    | übrige Top-10-Platzierungen              |
| 11–30   | 11–30   | 11–30   | Rennen innerhalb der Punkteränge beendet |
| DSQ     | DSQ     | DSQ     | Disqualifikation                         |
| DNS     | DNS     | DNS     | Did not start                            |
| DNF     | DNF     | DNF     | Did not finish                           |

## Frauen

### Resultate
| 1. Weltcup in Kontiolahti, 29. November 2007 – 2. Dezember 2007 | 1. Weltcup in Kontiolahti, 29. November 2007 – 2. Dezember 2007 | 1. Weltcup in Kontiolahti, 29. November 2007 – 2. Dezember 2007 | 1. Weltcup in Kontiolahti, 29. November 2007 – 2. Dezember 2007 | 1. Weltcup in Kontiolahti, 29. November 2007 – 2. Dezember 2007 |
| --------------------------------------------------------------- | --------------------------------------------------------------- | --------------------------------------------------------------- | --------------------------------------------------------------- | --------------------------------------------------------------- |
| Datum                                                           | Disziplin                                                       | Erster Platz                                                    | Zweiter Platz                                                   | Dritter Platz                                                   |
| 29. November 2007 (Do.)                                         | Einzel (15 km)                                                  | Martina Glagow                                                  | Tatjana Moissejewa                                              | Simone Denkinger                                                |
| 30. November 2007 (Fr.)                                         | Sprint (7,5 km)                                                 | Martina Glagow                                                  | Kati Wilhelm                                                    | Tora Berger                                                     |
| 2. Dezember 2007 (So.)                                          | Verfolgung (10 km)                                              | Tora Berger                                                     | Andrea Henkel                                                   | Martina Glagow                                                  |

| 2. Weltcup in Hochfilzen, 7. Dezember 2007 – 9. Dezember 2007 | 2. Weltcup in Hochfilzen, 7. Dezember 2007 – 9. Dezember 2007 | 2. Weltcup in Hochfilzen, 7. Dezember 2007 – 9. Dezember 2007         | 2. Weltcup in Hochfilzen, 7. Dezember 2007 – 9. Dezember 2007                   | 2. Weltcup in Hochfilzen, 7. Dezember 2007 – 9. Dezember 2007                   |
| ------------------------------------------------------------- | ------------------------------------------------------------- | --------------------------------------------------------------------- | ------------------------------------------------------------------------------- | ------------------------------------------------------------------------------- |
| Datum                                                         | Disziplin                                                     | Erster Platz                                                          | Zweiter Platz                                                                   | Dritter Platz                                                                   |
| 7. Dezember 2007 (Fr.)                                        | Sprint (7,5 km)                                               | Sandrine Bailly                                                       | Jekaterina Jurjewa                                                              | Kati Wilhelm                                                                    |
| 8. Dezember 2007 (Sa.)                                        | Verfolgung (10 km)                                            | Sandrine Bailly                                                       | Jekaterina Jurjewa                                                              | Kati Wilhelm                                                                    |
| 9. Dezember 2007 (So.)                                        | Staffel (4 × 6 km)                                            | DeutschlandMartina Glagow Andrea Henkel Simone Denkinger Kati Wilhelm | RusslandSwetlana Slepzowa Olga Anissimowa Tatjana Moissejewa Jekaterina Jurjewa | SchwedenElisabeth Högberg Anna Carin Olofsson Anna Maria Nilsson Helena Jonsson |

| 3. Weltcup auf der Pokljuka, 13. Dezember 2007 – 16. Dezember 2007 | 3. Weltcup auf der Pokljuka, 13. Dezember 2007 – 16. Dezember 2007 | 3. Weltcup auf der Pokljuka, 13. Dezember 2007 – 16. Dezember 2007        | 3. Weltcup auf der Pokljuka, 13. Dezember 2007 – 16. Dezember 2007              | 3. Weltcup auf der Pokljuka, 13. Dezember 2007 – 16. Dezember 2007           |
| ------------------------------------------------------------------ | ------------------------------------------------------------------ | ------------------------------------------------------------------------- | ------------------------------------------------------------------------------- | ---------------------------------------------------------------------------- |
| Datum                                                              | Disziplin                                                          | Erster Platz                                                              | Zweiter Platz                                                                   | Dritter Platz                                                                |
| 13. Dezember 2007 (Do.)                                            | Einzel (15 km)                                                     | Jekaterina Jurjewa                                                        | Michela Ponza                                                                   | Martina Glagow                                                               |
| 15. Dezember 2007 (Sa.)                                            | Sprint (7,5 km)                                                    | Sandrine Bailly                                                           | Kaisa Mäkäräinen                                                                | Magdalena Neuner                                                             |
| 16. Dezember 2007 (So.)                                            | Staffel (4 × 6 km)                                                 | DeutschlandMartina Glagow Sabrina Buchholz Magdalena Neuner Andrea Henkel | RusslandSwetlana Slepzowa Oksana Neupokojewa Natalja Gussewa Jekaterina Jurjewa | FrankreichDelphyne Peretto Marie-Laure Brunet Sylvie Becaert Sandrine Bailly |

| 4. Weltcup in Oberhof, 3. Januar 2008 – 6. Januar 2008 | 4. Weltcup in Oberhof, 3. Januar 2008 – 6. Januar 2008 | 4. Weltcup in Oberhof, 3. Januar 2008 – 6. Januar 2008                | 4. Weltcup in Oberhof, 3. Januar 2008 – 6. Januar 2008                     | 4. Weltcup in Oberhof, 3. Januar 2008 – 6. Januar 2008                          |
| ------------------------------------------------------ | ------------------------------------------------------ | --------------------------------------------------------------------- | -------------------------------------------------------------------------- | ------------------------------------------------------------------------------- |
| Datum                                                  | Disziplin                                              | Erster Platz                                                          | Zweiter Platz                                                              | Dritter Platz                                                                   |
| 3. Januar 2008 (Do.)                                   | Staffel (4 × 6 km)                                     | DeutschlandSimone Denkinger Andrea Henkel Kathrin Hitzer Kati Wilhelm | FrankreichDelphyne Peretto Sylvie Becaert Pauline Macabies Sandrine Bailly | RusslandSwetlana Slepzowa Oksana Neupokojewa Tatjana Moissejewa Natalja Gussewa |
| 5. Januar 2008 (Sa.)                                   | Sprint (7,5 km)                                        | Tora Berger                                                           | Swetlana Slepzowa                                                          | Magdalena Neuner                                                                |
| 6. Januar 2008 (So.)                                   | Massenstart (12,5 km)                                  | Magdalena Neuner                                                      | Olga Anissimowa                                                            | Tatjana Moissejewa                                                              |

| 5. Weltcup in Ruhpolding, 9. Januar 2008 – 13. Januar 2008 | 5. Weltcup in Ruhpolding, 9. Januar 2008 – 13. Januar 2008 | 5. Weltcup in Ruhpolding, 9. Januar 2008 – 13. Januar 2008               | 5. Weltcup in Ruhpolding, 9. Januar 2008 – 13. Januar 2008                 | 5. Weltcup in Ruhpolding, 9. Januar 2008 – 13. Januar 2008                   |
| ---------------------------------------------------------- | ---------------------------------------------------------- | ------------------------------------------------------------------------ | -------------------------------------------------------------------------- | ---------------------------------------------------------------------------- |
| Datum                                                      | Disziplin                                                  | Erster Platz                                                             | Zweiter Platz                                                              | Dritter Platz                                                                |
| 9. Januar 2008 (Mi.)                                       | Staffel (4 × 6 km)                                         | DeutschlandKathrin Hitzer Magdalena Neuner Sabrina Buchholz Kati Wilhelm | NorwegenTora Berger Anne Ingstadbjørg Solveig Rogstad Ann Kristin Flatland | RusslandSwetlana Slepzowa Olga Anissimowa Jekaterina Jurjewa Natalja Gussewa |
| 11. Januar 2008 (Fr.)                                      | Sprint (7,5 km)                                            | Kaisa Varis                                                              | Swetlana Slepzowa                                                          | Helena Jonsson                                                               |
| 13. Januar 2008 (So.)                                      | Verfolgung (10 km)                                         | Solveig Rogstad                                                          | Kati Wilhelm                                                               | Kaisa Mäkäräinen                                                             |

| 6. Weltcup in Antholz, 17. Januar 2008 – 20. Januar 2008 | 6. Weltcup in Antholz, 17. Januar 2008 – 20. Januar 2008 | 6. Weltcup in Antholz, 17. Januar 2008 – 20. Januar 2008 | 6. Weltcup in Antholz, 17. Januar 2008 – 20. Januar 2008 | 6. Weltcup in Antholz, 17. Januar 2008 – 20. Januar 2008 |
| -------------------------------------------------------- | -------------------------------------------------------- | -------------------------------------------------------- | -------------------------------------------------------- | -------------------------------------------------------- |
| Datum                                                    | Disziplin                                                | Erster Platz                                             | Zweiter Platz                                            | Dritter Platz                                            |
| 17. Januar 2008 (Do.)                                    | Sprint (7,5 km)                                          | Kati Wilhelm                                             | Andrea Henkel                                            | Swetlana Slepzowa                                        |
| 19. Januar 2008 (Sa.)                                    | Verfolgung (10 km)                                       | Andrea Henkel                                            | Swetlana Slepzowa                                        | Tora Berger                                              |
| 20. Januar 2008 (So.)                                    | Massenstart (12,5 km)                                    | Andrea Henkel                                            | Anna Carin Olofsson                                      | Kati Wilhelm                                             |

| Biathlon-Weltmeisterschaften in Östersund, 9. Februar 2008 – 17. Februar 2008 | Biathlon-Weltmeisterschaften in Östersund, 9. Februar 2008 – 17. Februar 2008 | Biathlon-Weltmeisterschaften in Östersund, 9. Februar 2008 – 17. Februar 2008 | Biathlon-Weltmeisterschaften in Östersund, 9. Februar 2008 – 17. Februar 2008 | Biathlon-Weltmeisterschaften in Östersund, 9. Februar 2008 – 17. Februar 2008 |
| ----------------------------------------------------------------------------- | ----------------------------------------------------------------------------- | ----------------------------------------------------------------------------- | ----------------------------------------------------------------------------- | ----------------------------------------------------------------------------- |
| Datum                                                                         | Disziplin                                                                     | Erster Platz                                                                  | Zweiter Platz                                                                 | Dritter Platz                                                                 |
| 9. Februar 2008 (Sa.)                                                         | Sprint (7,5 km)                                                               | Andrea Henkel                                                                 | Albina Achatowa                                                               | Oksana Chwostenko                                                             |
| 10. Februar 2008 (So.)                                                        | Verfolgung (10 km)                                                            | Andrea Henkel                                                                 | Jekaterina Jurjewa                                                            | Albina Achatowa                                                               |
| 14. Februar 2008 (Do.)                                                        | Einzel (15 km)                                                                | Jekaterina Jurjewa                                                            | Martina Glagow                                                                | Oksana Chwostenko                                                             |
| 16. Februar 2008 (Sa.)                                                        | Massenstart (12,5 km)                                                         | Magdalena Neuner                                                              | Tora Berger                                                                   | Jekaterina Jurjewa                                                            |
| 17. Februar 2008 (So.)                                                        | Staffel (4 × 6 km)                                                            | DeutschlandMartina Glagow Andrea Henkel Magdalena Neuner Kati Wilhelm         | UkraineOksana Jakowljewa Wita Semerenko Walentyna Semerenko Oksana Chwostenko | FrankreichDelphyne Peretto Marie-Laure Brunet Sylvie Becaert Sandrine Bailly  |

| 7. Weltcup in Pyeongchang, 27. Februar 2008 – 2. März 2008 | 7. Weltcup in Pyeongchang, 27. Februar 2008 – 2. März 2008 | 7. Weltcup in Pyeongchang, 27. Februar 2008 – 2. März 2008 | 7. Weltcup in Pyeongchang, 27. Februar 2008 – 2. März 2008 | 7. Weltcup in Pyeongchang, 27. Februar 2008 – 2. März 2008 |
| ---------------------------------------------------------- | ---------------------------------------------------------- | ---------------------------------------------------------- | ---------------------------------------------------------- | ---------------------------------------------------------- |
| Datum                                                      | Disziplin                                                  | Erster Platz                                               | Zweiter Platz                                              | Dritter Platz                                              |
| 28. Februar 2008 (Do.)                                     | Sprint (7,5 km)                                            | Magdalena Neuner                                           | Sandrine Bailly                                            | Michela Ponza                                              |
| 1. März 2008 (Sa.)                                         | Verfolgung (10 km)                                         | Sandrine Bailly                                            | Michela Ponza                                              | Albina Achatowa                                            |

| 8. Weltcup in Chanty-Mansijsk, 6. März 2008 – 9. März 2008 | 8. Weltcup in Chanty-Mansijsk, 6. März 2008 – 9. März 2008 | 8. Weltcup in Chanty-Mansijsk, 6. März 2008 – 9. März 2008 | 8. Weltcup in Chanty-Mansijsk, 6. März 2008 – 9. März 2008 | 8. Weltcup in Chanty-Mansijsk, 6. März 2008 – 9. März 2008 |
| ---------------------------------------------------------- | ---------------------------------------------------------- | ---------------------------------------------------------- | ---------------------------------------------------------- | ---------------------------------------------------------- |
| Datum                                                      | Disziplin                                                  | Erster Platz                                               | Zweiter Platz                                              | Dritter Platz                                              |
| 6. März 2008 (Do.)                                         | Sprint (7,5 km)                                            | Magdalena Neuner                                           | Sandrine Bailly                                            | Albina Achatowa                                            |
| 8. März 2008 (Sa.)                                         | Verfolgung (10 km)                                         | Kathrin Hitzer                                             | Sandrine Bailly                                            | Andrea Henkel                                              |
| 9. März 2008 (So.)                                         | Massenstart (12,5 km)                                      | Kathrin Hitzer                                             | Magdalena Neuner                                           | Swetlana Slepzowa                                          |

| 9. Weltcup in Oslo, 13. März 2008 – 16. März 2008 | 9. Weltcup in Oslo, 13. März 2008 – 16. März 2008 | 9. Weltcup in Oslo, 13. März 2008 – 16. März 2008 | 9. Weltcup in Oslo, 13. März 2008 – 16. März 2008 | 9. Weltcup in Oslo, 13. März 2008 – 16. März 2008 |
| ------------------------------------------------- | ------------------------------------------------- | ------------------------------------------------- | ------------------------------------------------- | ------------------------------------------------- |
| Datum                                             | Disziplin                                         | Erster Platz                                      | Zweiter Platz                                     | Dritter Platz                                     |
| 13. März 2008 (Do.)                               | Sprint (7,5 km)                                   | Swetlana Slepzowa                                 | Tora Berger                                       | Kati Wilhelm                                      |
| 15. März 2008 (Sa.)                               | Verfolgung (10 km)                                | Swetlana Slepzowa                                 | Kati Wilhelm                                      | Liu Xianying                                      |
| 16. März 2008 (So.)                               | Massenstart (12,5 km)                             | Kati Wilhelm                                      | Solveig Rogstad                                   | Michela Ponza                                     |

### Weltcupstände
| Endstand nach 26 Rennen (Top 10) |                    |        |       |
| \| Rang \| Name \| Punkte \| Siege \| \| ---- \| ------------------ \| ------ \| ----- \| \| 01 \| Magdalena Neuner \| 815 \| 4 \| \| 02 \| Sandrine Bailly \| 804 \| 4 \| \| 03 \| Andrea Henkel \| 764 \| 4 \| \| 04 \| Kati Wilhelm \| 746 \| 2 \| \| 05 \| Martina Glagow \| 675 \| 2 \| \| 06 \| Jekaterina Jurjewa \| 666 \| 2 \| \| 07 \| Tora Berger \| 661 \| 2 \| \| 08 \| Swetlana Slepzowa \| 575 \| 2 \| \| 09 \| Helena Jonsson \| 539 \| 0 \| \| 10 \| Michela Ponza \| 512 \| 0 \| |                    |        |       |
| Rang | Name               | Punkte | Siege |
| 01 | Magdalena Neuner   | 815    | 4     |
| 02 | Sandrine Bailly    | 804    | 4     |
| 03 | Andrea Henkel      | 764    | 4     |
| 04 | Kati Wilhelm       | 746    | 2     |
| 05 | Martina Glagow     | 675    | 2     |
| 06 | Jekaterina Jurjewa | 666    | 2     |
| 07 | Tora Berger        | 661    | 2     |
| 08 | Swetlana Slepzowa  | 575    | 2     |
| 09 | Helena Jonsson     | 539    | 0     |
| 10 | Michela Ponza      | 512    | 0     |

| Rang | Name                 | Punkte | Siege |
| ---- | -------------------- | ------ | ----- |
| 01   | Martina Glagow       | 139    | 1     |
| 02   | Tatjana Moissejewa   | 111    | 0     |
| 03   | Jekaterina Jurjewa   | 107    | 2     |
| 04   | Helena Jonsson       | 98     | 0     |
| 05   | Teja Gregorin        | 81     | 0     |
| 06   | Anna Carin Olofsson  | 80     | 0     |
| 07   | Simone Denkinger     | 72     | 0     |
| 08   | Natalia Levcencova   | 60     | 0     |
| 09   | Oksana Chwostenko    | 54     | 0     |
| 10   | Ann Kristin Flatland | 52     | 0     |

| Rang | Name               | Punkte | Siege |
| ---- | ------------------ | ------ | ----- |
| 01   | Magdalena Neuner   | 324    | 2     |
| 02   | Sandrine Bailly    | 318    | 2     |
| 03   | Kati Wilhelm       | 303    | 1     |
| 04   | Andrea Henkel      | 297    | 1     |
| 05   | Swetlana Slepzowa  | 293    | 1     |
| 06   | Tora Berger        | 269    | 1     |
| 07   | Jekaterina Jurjewa | 227    | 0     |
| 08   | Martina Glagow     | 203    | 1     |
| 09   | Kathrin Hitzer     | 185    | 0     |
| 10   | Kaisa Mäkäräinen   | 178    | 0     |

| Rang | Name               | Punkte | Siege |
| ---- | ------------------ | ------ | ----- |
| 01   | Sandrine Bailly    | 300    | 2     |
| 02   | Andrea Henkel      | 289    | 2     |
| 03   | Kati Wilhelm       | 253    | 0     |
| 04   | Tora Berger        | 238    | 1     |
| 05   | Magdalena Neuner   | 231    | 0     |
| 06   | Martina Glagow     | 224    | 0     |
| 07   | Jekaterina Jurjewa | 205    | 0     |
| 08   | Swetlana Slepzowa  | 184    | 1     |
| 09   | Kathrin Hitzer     | 183    | 1     |
| 10   | Michela Ponza      | 161    | 0     |

| Rang | Name               | Punkte | Siege |
| ---- | ------------------ | ------ | ----- |
| 01   | Magdalena Neuner   | 186    | 2     |
| 02   | Kati Wilhelm       | 138    | 1     |
| 03   | Michela Ponza      | 135    | 0     |
| 04   | Helena Jonsson     | 135    | 0     |
| 05   | Jekaterina Jurjewa | 127    | 0     |
| 06   | Andrea Henkel      | 125    | 1     |
| 07   | Kathrin Hitzer     | 124    | 1     |
| 08   | Oksana Chwostenko  | 110    | 0     |
| 09   | Sandrine Bailly    | 109    | 0     |
| 10   | Martina Glagow     | 106    | 0     |

| Rang | Land                | Punkte | Siege |
| ---- | ------------------- | ------ | ----- |
| 01   | Deutschland         | 250    | 5     |
| 02   | Russland            | 178    | 0     |
| 03   | Frankreich          | 172    | 0     |
| 04   | Norwegen            | 154    | 0     |
| 05   | Ukraine             | 152    | 0     |
| 06   | Schweden            | 144    | 0     |
| 07   | Belarus             | 132    | 0     |
| 08   | Volksrepublik China | 119    | 0     |
| 09   | Polen               | 118    | 0     |
| 10   | Italien             | 112    | 0     |

| Rang | Land                | Punkte | Siege |
| ---- | ------------------- | ------ | ----- |
| 01   | Deutschland         | 5896   | 11    |
| 02   | Russland            | 5578   | 4     |
| 03   | Frankreich          | 5071   | 2     |
| 04   | Norwegen            | 5044   | 1     |
| 05   | Schweden            | 4865   | 0     |
| 06   | Ukraine             | 4582   | 0     |
| 07   | Volksrepublik China | 4306   | 0     |
| 08   | Belarus             | 4143   | 0     |
| 09   | Polen               | 4132   | 0     |
| 10   | Slowenien           | 4085   | 0     |

### Tabelle

#### Ergebnisse Athletinnen
| Pos. | Biathlet                 | Kontiolahti | Kontiolahti | Kontiolahti | Hochfilzen | Hochfilzen | Pokljuka | Pokljuka | Oberhof | Oberhof | Ruhpolding | Ruhpolding | Antholz | Antholz | Antholz | Östersund | Östersund | Östersund | Östersund | Pyeongchang | Pyeongchang | Chanty-Mansijsk | Chanty-Mansijsk | Chanty-Mansijsk | Oslo | Oslo | Oslo | Punkte |
| Pos. | Biathlet                 | Ez          | Sp          | Vf          | Sp         | Vf         | Ez       | Sp       | Sp      | Ms      | Sp         | Vf         | Sp      | Vf      | Ms      | Sp        | Vf        | Ez        | Ms        | Sp          | Vf          | Sp              | Vf              | Ms              | Sp   | Vf   | Ms   | Punkte |
| ---- | ------------------------ | ----------- | ----------- | ----------- | ---------- | ---------- | -------- | -------- | ------- | ------- | ---------- | ---------- | ------- | ------- | ------- | --------- | --------- | --------- | --------- | ----------- | ----------- | --------------- | --------------- | --------------- | ---- | ---- | ---- | ------ |
| 01   | Magdalena Neuner         | 030         | 007         | 017         | 012        | 004        | 007      | 003      | 003     | 001     | 012        | 017        | 008     | 004     | 004     | 017       | 006       | –         | 001       | 001         | 006         | 001             | 005             | 002             | 007  | 007  | 009  | 815    |
| 02   | Sandrine Bailly          | 007         | 010         | 004         | 001        | 001        | 022      | 001      | 015     | 015     | 020        | 006        | 007     | 005     | 005     | 005       | 005       | 026       | 012       | 002         | 001         | 002             | 002             | 020             | 016  | 004  | 006  | 804    |
| 03   | Andrea Henkel            | 018         | 004         | 002         | 006        | 010        | 011      | 020      | 020     | 004     | 009        | 005        | 002     | 001     | 001     | 001       | 001       | 022       | 022       | 017         | 005         | 005             | 003             | 013             | 005  | 015  | 016  | 764    |
| 04   | Kati Wilhelm             | 021         | 002         | 006         | 003        | 003        | 012      | 018      | 005     | 016     | 004        | 002        | 001     | 010     | 003     | 021       | 013       | 033       | 008       | 018         | 009         | 014             | 008             | 028             | 003  | 002  | 001  | 746    |
| 05   | Martina Glagow           | 001         | 001         | 003         | 017        | 005        | 003      | 005      | 024     | 012     | 011        | 015        | 020     | 006     | 021     | 014       | 007       | 002       | 006       | DNS         | –           | 019             | 009             | 018             | 008  | 006  | 005  | 675    |
| 06   | Jekaterina Jurjewa       | 024         | 018         | 005         | 002        | 002        | 001      | 008      | –       | –       | 006        | 014        | 015     | 012     | 008     | 009       | 002       | 001       | 003       | –           | –           | 010             | 011             | 009             | 006  | 019  | 010  | 666    |
| 07   | Tora Berger              | 031         | 003         | 001         | 004        | 025        | –        | –        | 001     | 025     | 015        | 004        | 010     | 003     | 015     | 004       | 004       | 004       | 002       | 042         | 016         | 023             | 018             | 010             | 002  | 005  | 017  | 661    |
| 08   | Swetlana Slepzowa        | 009         | 015         | 009         | 007        | 027        | –        | 010      | 002     | –       | 002        | 010        | 003     | 002     | 018     | 006       | 008       | –         | 017       | –           | –           | 034             | DNS             | 003             | 001  | 001  | –    | 575    |
| 09   | Helena Jonsson           | 005         | 012         | 019         | 015        | 007        | 005      | 004      | 029     | 006     | 003        | 013        | –       | –       | 006     | 024       | 015       | 011       | 005       | 021         | 015         | 020             | 016             | 014             | 025  | 012  | 008  | 539    |
| 10   | Michela Ponza            | 043         | 023         | 028         | 032        | 016        | 002      | 038      | 006     | 014     | 021        | 012        | 022     | 007     | 007     | 013       | 022       | 039       | 009       | 003         | 002         | 009             | 006             | 007             | 040  | DNS  | 003  | 512    |
| 11   | Kathrin Hitzer           | 016         | 032         | 020         | 028        | 034        | 043      | 009      | 012     | 017     | 023        | 021        | 012     | 009     | 009     | 012       | 009       | –         | –         | 039         | 010         | 004             | 001             | 001             | 004  | 008  | 007  | 507    |
| 12   | Anna Carin Olofsson      | 004         | 013         | 011         | 009        | 012        | 004      | 017      | 009     | 010     | 013        | 020        | 004     | 016     | 002     | 022       | 023       | –         | –         | –           | –           | –               | –               | –               | –    | –    | –    | 391    |
| 13   | Kaisa Mäkäräinen         | 044         | 006         | 016         | 040        | DNS        | 020      | 002      | 008     | 007     | 010        | 003        | 024     | 041     | 012     | 055       | DNS       | 031       | 015       | 009         | 007         | 024             | 014             | 021             | –    | –    | 022  | 386    |
| 14   | Solveig Rogstad          | 055         | 020         | 007         | 025        | 018        | –        | –        | 023     | 024     | 005        | 001        | 043     | DNS     | 025     | 015       | 024       | 010       | 016       | 025         | 012         | 006             | 023             | 027             | 021  | 016  | 002  | 379    |
| 15   | Teja Gregorin            | 006         | 014         | 010         | 016        | 008        | 018      | 052      | –       | –       | 017        | 018        | 017     | 030     | 019     | 032       | 031       | 006       | 014       | 013         | 024         | 036             | 019             | 016             | 010  | 010  | 019  | 360    |
| 16   | Oksana Chwostenko        | 020         | 008         | 014         | 048        | 048        | 039      | 021      | 033     | 023     | –          | –          | 052     | 027     | 013     | 003       | 010       | 003       | 021       | –           | –           | 017             | 012             | 004             | 032  | DNS  | 004  | 339    |
| 17   | Magdalena Gwizdoń        | 013         | 016         | 027         | 030        | 039        | 027      | 071      | 013     | 009     | 051        | DNS        | 027     | 021     | 029     | 007       | 012       | 015       | 011       | 011         | 020         | 030             | 017             | 006             | 011  | 018  | 021  | 333    |
| 18   | Sabrina Buchholz         | 028         | 022         | 012         | 005        | 024        | 019      | 013      | 022     | 011     | 007        | 016        | 009     | 011     | 011     | –         | –         | –         | 026       | 012         | DNS         | 029             | 024             | 025             | 018  | 032  | 024  | 328    |
| 19   | Liu Xianying             | 050         | 019         | 041         | 008        | 014        | 028      | 014      | 011     | 005     | 030        | DNS        | –       | –       | –       | 018       | 029       | 016       | 007       | 054         | DNS         | 031             | 045             | 019             | 009  | 003  | 012  | 310    |
| 20   | Tatjana Moissejewa       | 002         | 024         | 032         | 022        | 017        | 009      | 031      | 036     | 003     | 031        | 027        | 018     | 014     | 024     | –         | –         | 005       | 019       | 005         | 011         | –               | –               | –               | –    | –    | –    | 299    |
| 21   | Simone Denkinger         | 003         | 009         | 008         | 021        | 026        | 010      | DNS      | 038     | 022     | 016        | 009        | 005     | 013     | 026     | –         | –         | 028       | –         | DNS         | –           | 027             | 033             | 012             | 022  | 031  | –    | 294    |
| 22   | Albina Achatowa          | –           | –           | –           | –          | –          | DNS      | –        | –       | –       | 038        | 034        | 030     | 022     | –       | 002       | 003       | –         | 010       | 004         | 003         | 003             | 004             | –               | –    | –    | –    | 291    |
| 23   | Sylvie Becaert           | 039         | 017         | 021         | 023        | 009        | 034      | 043      | 018     | 008     | 008        | 007        | DNS     | –       | 028     | 050       | DNS       | 048       | –         | 014         | 018         | 055             | DNS             | 005             | 015  | 014  | 029  | 272    |
| 24   | Dijana Grudiček-Ravnikar | 033         | 039         | 023         | 042        | 037        | 041      | 056      | 021     | –       | 014        | 008        | 049     | 019     | 020     | 010       | 011       | 057       | 025       | 007         | 014         | 013             | 027             | 024             | 059  | DNS  | 018  | 239    |
| 25   | Ann Kristin Flatland     | 008         | 042         | 025         | 031        | 011        | –        | –        | 057     | 027     | 028        | 033        | 006     | 020     | 010     | 051       | 048       | 012       | 028       | 027         | 027         | 016             | 025             | 008             | 029  | DNS  | 030  | 225    |
| 26   | Darja Domratschawa       | DNS         | 035         | 030         | 014        | DNF        | –        | 041      | 014     | –       | 026        | DNS        | 011     | 028     | 016     | 046       | 025       | –         | –         | 023         | 017         | 007             | 007             | –               | 014  | 013  | 020  | 225    |
| 27   | Eveli Saue               | 087         | 026         | 049         | 011        | 013        | 059      | 024      | 027     | 026     | 019        | 029        | 019     | 017     | 030     | 026       | 019       | 023       | 029       | 044         | 041         | 022             | 021             | 026             | 020  | 009  | 014  | 214    |
| 28   | Walentyna Semerenko      | 017         | 046         | 056         | 041        | 020        | 037      | 051      | 007     | DNF     | –          | –          | 071     | –       | –       | 016       | 020       | 032       | 018       | –           | –           | 011             | 010             | 029             | 019  | 021  | 013  | 190    |
| 29   | Olga Anissimowa          | 061         | 031         | 013         | 010        | 019        | 051      | 016      | 048     | 002     | 034        | 028        | 039     | 046     | 023     | –         | –         | –         | –         | –           | –           | 008             | 015             | 022             | –    | –    | –    | 185    |
| 30   | Natalja Gussewa          | 035         | 011         | 026         | –          | –          | 029      | 007      | 062     | 013     | 049        | 039        | 038     | 029     | 014     | 025       | 030       | –         | –         | 016         | 022         | 015             | 026             | 023             | 024  | DNS  | –    | 170    |
| 31   | Krystyna Pałka           | 011         | 042         | 029         | 043        | 022        | 048      | 019      | 034     | –       | 022        | 022        | 034     | 043     | –       | 054       | 050       | 021       | –         | 020         | 023         | 018             | 013             | 017             | 023  | 026  | 025  | 160    |
| 32   | Dong Xue                 | 014         | 029         | 048         | 024        | 028        | 046      | 012      | 055     | 018     | 052        | 046        | –       | –       | –       | 041       | 037       | 061       | –         | 033         | 040         | 012             | 022             | –               | 012  | 011  | 026  | 147    |
| 33   | Kaisa Varis              | 045         | 005         | 022         | 054        | 053        | –        | 075      | 028     | 020     | 001        | 011        | 028     | DNS     | 022     | –         | –         | –         | –         | –           | –           | –               | –               | –               | –    | –    | –    | 146    |
| 34   | Marie-Laure Brunet       | 026         | 044         | 033         | 034        | 031        | DNS      | 025      | 066     | –       | 045        | 030        | –       | –       | –       | 030       | 026       | –         | –         | 008         | 004         | 021             | 029             | –               | 013  | 023  | 015  | 144    |
| 35   | Julie Bonnevie-Svendsen  | 019         | 025         | 018         | 026        | 021        | –        | –        | 051     | –       | 046        | 035        | 025     | 035     | –       | 008       | 016       | –         | 024       | –           | –           | –               | –               | –               | 038  | 017  | 011  | 142    |
| 36   | Anna Maria Nilsson       | 022         | 038         | 040         | 036        | 032        | 006      | 006      | 017     | 019     | 027        | DNS        | –       | –       | –       | 028       | 034       | 027       | –         | 058         | DNS         | 066             | –               | 011             | 033  | 036  | 028  | 141    |
| 37   | Wang Chunli              | 052         | 030         | 024         | 080        | –          | 021      | 061      | 032     | –       | 025        | 019        | –       | –       | –       | 019       | 014       | 064       | 013       | 022         | 026         | 025             | 020             | 015             | 053  | 037  | 027  | 137    |
| 38   | Wita Semerenko           | –           | 058         | 038         | 050        | 051        | 015      | 057      | 004     | 029     | –          | –          | 046     | 037     | –       | 035       | DNS       | 013       | 004       | –           | –           | 026             | 031             | 030             | 047  | 038  | 023  | 132    |
| 39   | Delphyne Peretto         | 023         | 028         | 015         | 053        | 029        | 008      | 029      | 041     | 028     | 018        | 025        | 033     | 033     | 017     | 045       | 027       | 054       | –         | 048         | 033         | 037             | 036             | –               | 042  | 022  | –    | 110    |
| 40   | Éva Tófalvi              | 025         | 072         | –           | 060        | 038        | –        | –        | 037     | –       | 029        | 023        | 026     | 008     | –       | 039       | 018       | 043       | –         | 015         | 013         | 033             | 037             | –               | 030  | 025  | –    | 107    |
| 41   | Natalia Levcencova       | 015         | 040         | 043         | 062        | –          | 017      | 049      | 030     | –       | 037        | 040        | 014     | 015     | –       | 044       | 042       | 008       | 023       | 029         | 029         | 044             | 048             | –               | –    | –    | –    | 107    |
| 42   | Madara Līduma            | 086         | 047         | 031         | 077        | –          | 071      | 023      | 043     | –       | 024        | 038        | 020     | 038     | –       | 011       | 017       | 038       | 020       | 019         | 028         | 051             | 039             | –               | 016  | 030  | –    | 106    |
| 43   | Oksana Neupokojewa       | 032         | 062         | –           | –          | –          | 033      | 015      | 016     | –       | 035        | 045        | –       | –       | –       | –         | –         | 044       | –         | 006         | 008         | 028             | 028             | –               | 072  | –    | –    | 101    |
| 44   | Zdeňka Vejnarová         | 010         | 021         | 039         | 012        | 042        | 026      | 070      | 046     | 021     | 040        | 050        | 028     | 039     | 027     | DNS       | –         | 077       | –         | –           | –           | 043             | 044             | –               | DNF  | –    | –    | 080    |
| 45   | Martina Halinárová       | 040         | 050         | 058         | 020        | 015        | 056      | 033      | –       | –       | 043        | 024        | 016     | 025     | –       | 040       | 038       | 017       | –         | –           | –           | 032             | 030             | –               | 045  | 029  | –    | 072    |
| 46   | Anne Ingstadbjørg        | 027         | 053         | 059         | 019        | 006        | 031      | 046      | DNS     | –       | 064        | –          | 044     | 050     | –       | –         | –         | 018       | –         | 031         | 039         | 038             | 042             | –               | –    | –    | –    | 063    |
| 47   | Jana Romanowa            | –           | –           | –           | –          | –          | –        | –        | –       | –       | –          | –          | 013     | 026     | –       | –         | –         | 007       | –         | –           | –           | 039             | 034             | –               | 058  | 040  | –    | 057    |
| 48   | Magda Rezlerová          | 012         | 055         | 036         | 049        | 030        | 023      | 044      | DNS     | –       | –          | –          | 023     | 042     | –       | –         | –         | –         | –         | –           | –           | 041             | 041             | –               | 050  | 027  | –    | 043    |
| 49   | Sofia Domeij             | 094         | 084         | –           | 069        | –          | 068      | 035      | 050     | –       | 056        | 043        | 045     | 051     | –       | 060       | 035       | 034       | –         | 010         | 019         | 048             | 050             | –               | 051  | DNF  | –    | 038    |
| 50   | Wolha Kudraschowa        | 037         | 097         | –           | 055        | DNS        | 054      | 066      | 040     | –       | 067        | –          | 057     | 047     | –       | 029       | 032       | 009       | 027       | –           | –           | –               | –               | –               | 071  | –    | –    | 034    |
| 51   | Pauline Macabies         | 084         | 090         | –           | 039        | 047        | 014      | 030      | 025     | –       | 063        | –          | 055     | DNS     | –       | –         | –         | 024       | –         | 038         | 031         | 046             | 047             | –               | 070  | –    | –    | 032    |
| 52   | Jelena Chrustaljowa      | 069         | 049         | 037         | 090        | –          | 061      | 060      | 010     | –       | DNF        | –          | –       | –       | –       | 027       | 044       | 041       | –         | 035         | 048         | 035             | DNS             | –               | –    | –    | –    | 030    |
| 53   | Liv-Kjersti Eikeland     | 064         | 036         | 047         | 047        | 036        | 016      | 047      | –       | –       | –          | –          | –       | –       | –       | –         | –         | –         | –         | –           | –           | –               | –               | –               | 036  | 020  | –    | 026    |
| 54   | Sandra Keith             | 057         | 041         | 052         | 078        | –          | 063      | 011      | 044     | –       | 041        | 053        | 056     | 040     | –       | 056       | 049       | 063       | –         | 049         | 044         | 049             | 051             | –               | 078  | –    | –    | 024    |
| 55   | Uljana Denissowa         | –           | –           | –           | 018        | 023        | –        | –        | 052     | –       | –          | –          | –       | –       | –       | –         | –         | –         | –         | –           | –           | –               | –               | –               | 035  | 044  | –    | 021    |
| 56   | Gunn Margit Andreassen   | –           | –           | –           | –          | –          | 013      | 050      | –       | –       | 033        | 031        | –       | –       | –       | –         | –         | –         | –         | –           | –           | –               | –               | –               | –    | –    | –    | 020    |
| 57   | Lilija Wajhina-Jefremowa | 047         | 027         | 042         | 071        | –          | –        | 080      | 035     | –       | 075        | –          | –       | –       | –       | 033       | 028       | –         | –         | 028         | 021         | –               | –               | –               | –    | –    | –    | 020    |
| 58   | Kong Yingchao            | 058         | 091         | –           | 045        | 050        | –        | 067      | 053     | –       | 044        | 037        | –       | –       | –       | 023       | 021       | 081       | 030       | 056         | DNS         | 040             | 032             | –               | 052  | 035  | –    | 019    |
| 59   | Veronika Vítková         | –           | –           | –           | –          | –          | –        | 054      | –       | –       | –          | –          | –       | –       | –       | 057       | DNS       | 014       | –         | –           | –           | –               | –               | –               | 067  | –    | –    | 018    |
| 60   | Julie Carraz-Collin      | 034         | 034         | 053         | 058        | 052        | 036      | 028      | 026     | –       | 032        | 026        | 049     | 036     | –       | –         | –         | –         | –         | 026         | 036         | 054             | 043             | –               | –    | –    | –    | 018    |
| 61   | Roberta Fiandino         | 063         | 065         | –           | 029        | 040        | 024      | 045      | 047     | –       | –          | –          | 036     | DNF     | –       | 043       | 036       | 025       | –         | DNS         | –           | 060             | 052             | –               | 049  | DNF  | –    | 015    |
| 62   | Ljudmila Kalintschyk     | 078         | 060         | 054         | 052        | 041        | 025      | 059      | 061     | –       | 039        | 036        | 042     | 031     | –       | 036       | 040       | 030       | –         | 051         | DNS         | 053             | 046             | –               | 027  | 028  | –    | 014    |
| 63   | Pawlina Filipowa         | 036         | 056         | 046         | 065        | –          | –        | –        | –       | –       | –          | –          | 051     | 018     | –       | 074       | –         | 040       | –         | –           | –           | –               | –               | –               | –    | –    | –    | 013    |
| 64   | Agnieszka Cyl            | 062         | 052         | 050         | 056        | 045        | 032      | 034      | –       | –       | 079        | –          | 065     | –       | –       | 066       | –         | 079       | –         | 024         | 025         | 042             | DNS             | –               | 054  | DNF  | –    | 013    |
| 65   | Wolha Nasarawa           | 077         | 057         | DNF         | 073        | –          | 044      | –        | 042     | –       | 060        | 047        | 060     | 045     | –       | –         | –         | 019       | –         | 045         | 032         | 061             | –               | –               | –    | –    | –    | 012    |
| 66   | Ljudmila Ananka          | 049         | 082         | –           | 046        | DNS        | 058      | –        | 019     | –       | 066        | –          | 048     | 044     | –       | –         | –         | –         | –         | –           | –           | 056             | 055             | –               | DNF  | –    | –    | 012    |
| 67   | Oksana Jakowljewa        | 048         | 068         | –           | 070        | –          | 030      | 063      | –       | –       | –          | –          | 061     | –       | –       | –         | –         | 020       | –         | –           | –           | 045             | 040             | –               | 031  | 046  | –    | 012    |
| 68   | Diana Rasimovičiūtė      | 056         | 076         | –           | 027        | 049        | 066      | 069      | –       | –       | 057        | DNS        | 032     | 023     | –       | 047       | 045       | 055       | –         | –           | –           | –               | –               | –               | 066  | –    | –    | 012    |
| 69   | Kadri Lehtla             | 097         | 074         | –           | 066        | –          | 083      | 072      | –       | –       | 061        | –          | 037     | 032     | –       | 020       | 039       | 065       | –         | 034         | 035         | 050             | 035             | –               | 073  | –    | –    | 011    |
| 70   | Nadseja Skardsina        | 041         | 047         | 034         | 082        | –          | 055      | 027      | 039     | –       | 076        | –          | 035     | 024     | –       | 049       | 043       | 056       | –         | –           | –           | –               | –               | –               | 044  | 047  | –    | 011    |
| 71   | Gerda Krūmiņa            | 070         | 067         | –           | 068        | –          | 078      | 022      | 075     | –       | 080        | –          | 080     | –       | –       | 069       | –         | 050       | –         | 050         | DNS         | 065             | –               | –               | 077  | –    | –    | 009    |
| 72   | Anna Kunajewa            | –           | –           | –           | 035        | 046        | –        | –        | –       | –       | –          | –          | –       | –       | –       | –         | –         | –         | –         | 036         | 042         | –               | –               | –               | 048  | 024  | –    | 007    |
| 73   | Mari Laukkanen           | –           | 079         | –           | –          | –          | 069      | 058      | –       | –       | –          | –          | –       | –       | –       | 034       | 033       | 047       | –         | –           | –           | –               | –               | –               | 026  | DNS  | –    | 005    |
| 74   | Katja Haller             | 065         | 100         | –           | 086        | –          | 062      | 026      | DNS     | –       | 081        | –          | 041     | DNF     | –       | 068       | –         | 042       | –         | 055         | 034         | 069             | –               | –               | 060  | 048  | –    | 005    |
| 75   | Juliane Döll             | –           | –           | –           | –          | –          | –        | –        | –       | –       | –          | –          | –       | –       | –       | –         | –         | –         | –         | –           | –           | –               | –               | –               | 028  | 033  | –    | 003    |
| 76   | Andreja Mali             | 029         | 037         | 055         | 033        | 033        | 035      | 040      | 067     | –       | DNS        | –          | 058     | 052     | –       | 031       | 041       | 075       | –         | 030         | 037         | 071             | –               | –               | 061  | –    | –    | 003    |
| 77   | Petra Slezáková          | 051         | 054         | 057         | –          | –          | 064      | –        | –       | –       | 067        | –          | 067     | –       | –       | 065       | –         | 029       | –         | –           | –           | –               | –               | –               | –    | –    | –    | 002    |
| 78   | Kari Henneseid Eie       | 075         | 033         | 044         | 037        | 035        | 050      | 042      | –       | –       | –          | –          | –       | –       | –       | –         | –         | –         | –         | 032         | 030         | 059             | 038             | –               | 063  | –    | –    | 001    |

| Legende | Legende | Legende | Legende                                                    |
| ------- | ------- | ------- | ---------------------------------------------------------- |
| 1       | 2       | 3       | Podest-Platzierungen                                       |
| 4–10    | 4–10    | 4–10    | übrige Top-10-Platzierungen                                |
| 11–30   | 11–30   | 11–30   | Rennen innerhalb der Punkteränge beendet                   |
| ab 31   | ab 31   | ab 31   | Rennen außerhalb der Punkteränge beendet                   |
| LAP     | LAP     | LAP     | Lapped / Überrundet und damit ausgeschieden                |
| DNF     | DNF     | DNF     | Did not finish / Rennen begonnen aber nicht beendet        |
| DNS     | DNS     | DNS     | Did not start / Gemeldet, aber nicht zum Rennen angetreten |

#### Ergebnisse Staffel
| Platz | Land                | Hochfilzen                                                                   | Pokljuka                                                                            | Oberhof                                                                      | Ruhpolding                                                                    | Östersund                                                                    | Punkte |
| ----- | ------------------- | ---------------------------------------------------------------------------- | ----------------------------------------------------------------------------------- | ---------------------------------------------------------------------------- | ----------------------------------------------------------------------------- | ---------------------------------------------------------------------------- | ------ |
| 01    | Deutschland         | 0 1 Martina Glagow Andrea Henkel Simone Denkinger Kati Wilhelm               | 0 1 Martina Glagow Sabrina Buchholz Magdalena Neuner Andrea Henkel                  | 0 1 Simone Denkinger Andrea Henkel Kathrin Hitzer Kati Wilhelm               | 0 1 Kathrin Hitzer Magdalena Neuner Sabrina Buchholz Kati Wilhelm             | 0 1 Martina Glagow Andrea Henkel Magdalena Neuner Kati Wilhelm               | 200    |
| 02    | Russland            | 02 Swetlana Slepzowa Olga Anissimowa Tatjana Moissejewa Jekaterina Jurjewa   | 02 Swetlana Slepzowa Oksana Neupokojewa Natalja Gussewa Jekaterina Jurjewa          | 03 Swetlana Slepzowa Oksana Neupokojewa Tatjana Moissejewa Natalja Gussewa   | 03 Swetlana Slepzowa Olga Anissimowa Jekaterina Jurjewa Natalja Gussewa       | 04 Swetlana Slepzowa Albina Achatowa Tatjana Moissejewa Jekaterina Jurjewa   | 178    |
| 03    | Frankreich          | 04 Delphyne Peretto Marie-Laure Brunet Sylvie Becaert Sandrine Bailly        | 03 Delphyne Peretto Marie-Laure Brunet Sylvie Becaert Sandrine Bailly               | 02 Delphyne Peretto Sylvie Becaert Pauline Macabies Sandrine Bailly          | 04 Marie-Laure Brunet Julie Carraz-Collin Marie Dorin Pauline Macabies        | 03 Delphyne Peretto Marie-Laure Brunet Sylvie Becaert Sandrine Bailly        | 172    |
| 04    | Norwegen            | 06 Solveig Rogstad Julie Bonnevie-Svendsen Ann Kristin Flatland Tora Berger  | 09 Anne Ingstadbjørg Kari Henneseid Eie Liv-Kjersti Eikeland Gunn Margit Andreassen | 04 Tora Berger Julie Bonnevie-Svendsen Solveig Rogstad Ann Kristin Flatland  | 02 Tora Berger Anne Ingstadbjørg Solveig Rogstad Ann Kristin Flatland         | 06 Solveig Rogstad Anne Ingstadbjørg Ann Kristin Flatland Tora Berger        | 154    |
| 05    | Ukraine             | 07 Walentyna Semerenko Wita Semerenko Oksana Jakowljewa Oksana Chwostenko    | 04 Walentyna Semerenko Wita Semerenko Oksana Jakowljewa Oksana Chwostenko           | 06 Walentyna Semerenko Wita Semerenko Oksana Jakowljewa Oksana Chwostenko    | 11 Lilija Wajhina-Jefremowa Nina Karassewytsch Tetjana Rud Walentyna Schestak | 02 Oksana Jakowljewa Wita Semerenko Walentyna Semerenko Oksana Chwostenko    | 152    |
| 06    | Schweden            | 03 Elisabeth Högberg Anna Carin Olofsson Anna Maria Nilsson Helena Jonsson   | 06 Elisabeth Högberg Anna Carin Olofsson Anna Maria Nilsson Helena Jonsson          | –                                                                            | 05 Anna Maria Nilsson Sofia Domeij Anna Carin Olofsson Helena Jonsson         | 08 Helena Jonsson Anna Maria Nilsson Sofia Domeij Elisabeth Högberg          | 144    |
| 07    | Belarus             | 09 Darja Domratschawa Wolha Kudraschowa Ljudmila Ananka Ljudmila Kalintschyk | 12 Wolha Nasarawa Darja Domratschawa Ljudmila Kalintschyk Nadseja Skardsina         | 05 Ljudmila Kalintschyk Darja Domratschawa Ljudmila Ananka Wolha Kudraschowa | 08 Nadseja Skardsina Darja Domratschawa Ljudmila Ananka Ljudmila Kalintschyk  | 05 Ljudmila Kalintschyk Darja Domratschawa Wolha Nasarawa Wolha Kudraschowa  | 132    |
| 08    | Volksrepublik China | 05 Dong Xue Yin Qiao Wang Chunli Liu Xianying                                | 07 Dong Xue Yin Qiao Wang Chunli Liu Xianying                                       | DNF Dong Xue Kong Yingchao Wang Chunli Liu Xianying                          | 07 Dong Xue Liu Xianying Kong Yingchao Wang Chunli                            | 14 Dong Xue Wang Chunli Kong Yingchao Liu Xianying                           | 119    |
| 09    | Polen               | 11 Paulina Bobak Magdalena Gwizdoń Krystyna Pałka Agnieszka Grzybek          | 10 Krystyna Pałka Magdalena Nykiel Magdalena Gwizdoń Agnieszka Grzybek              | 07 Krystyna Pałka Paulina Bobak Magdalena Gwizdoń Katarzyna Ponikwia         | 09 Krystyna Pałka Magdalena Nykiel Paulina Bobak Agnieszka Grzybek            | 07 Krystyna Pałka Paulina Bobak Magdalena Gwizdoń Agnieszka Grzybek          | 118    |
| 10    | Italien             | 10 Michela Ponza Barbara Ertl Katja Haller Roberta Fiandino                  | 08 Michela Ponza Barbara Ertl Katja Haller Roberta Fiandino                         | 08 Michela Ponza Roberta Fiandino Katja Haller Barbara Ertl                  | 12 Katja Haller Michela Ponza Karin Oberhofer Barbara Ertl                    | 10 Michela Ponza Roberta Fiandino Katja Haller Barbara Ertl                  | 112    |
| 11    | Slowenien           | 08 Teja Gregorin Tadeja Brankovič Andreja Mali Dijana Grudiček-Ravnikar      | 05 Dijana Grudiček-Ravnikar Tadeja Brankovič Andreja Mali Teja Gregorin             | –                                                                            | 13 Dijana Grudiček-Ravnikar Teja Gregorin Andreja Mali Lili Drčar             | 12 Teja Gregorin Andreja Mali Dijana Grudiček-Ravnikar Lili Drčar            | 109    |
| 12    | Rumänien            | 14 Dana Plotogea Éva Tófalvi Mihaela Purdea Alexandra Stoian                 | 15 Dana Plotogea Mihaela Purdea Alexandra Stoian Emőke Szőcs                        | 09 Dana Plotogea Éva Tófalvi Mihaela Purdea Alexandra Stoian                 | 06 Dana Plotogea Éva Tófalvi Mihaela Purdea Alexandra Stoian                  | 11 Dana Plotogea Éva Tófalvi Mihaela Purdea Alexandra Stoian                 | 104    |
| 13    | Slowakei            | 12 Martina Halinárová Jana Gereková Petra Slezáková Ľubomíra Kalinová        | 13 Jana Gereková Martina Halinárová Eliška Švikruhová Ľubomíra Kalinová             | –                                                                            | 10 Jana Gereková Petra Slezáková Martina Halinárová Eliška Švikruhová         | 09 Jana Gereková Martina Halinárová Petra Slezáková Eliška Švikruhová        | 096    |
| 14    | Kasachstan          | 13 Anna Lebedewa Wiktorija Afanasjewa Irina Moschewitina Jelena Chrustaljowa | –                                                                                   | 11 Jelena Chrustaljowa Anna Lebedewa Wiktorija Afanasjewa Irina Moschewitina | 14 Anna Lebedewa Irina Moschewitina Wiktorija Afanasjewa Jelena Chrustaljowa  | 13 Anna Lebedewa Wiktorija Afanasjewa Irina Moschewitina Jelena Chrustaljowa | 082    |
| 15    | Lettland            | 17 Madara Līduma Līga Glāzere Žanna Juškāne Gerda Krūmiņa                    | 16 Madara Līduma Līga Glāzere Žanna Juškāne Gerda Krūmiņa                           | 10 Madara Līduma Gerda Krūmiņa Žanna Juškāne Līga Glāzere                    | –                                                                             | 20 Gerda Krūmiņa Madara Līduma Žanna Juškāne Līga Glāzere                    | 066    |
| 16    | Estland             | 15 Eveli Saue Sirli Hanni Kadri Lehtla Jana Mintšenkova                      | 14 Sirli Hanni Eveli Saue Kadri Lehtla Jana Mintšenkova                             | –                                                                            | 15 Sirli Hanni Kadri Lehtla Jana Mintšenkova Eveli Saue                       | 17 Kadri Lehtla Eveli Saue Sirli Hanni Jana Mintšenkova                      | 064    |
| 17    | Tschechien          | –                                                                            | 11 Zdeňka Vejnarová Magda Rezlerová Veronika Vítková Zuzana Trýznová                | –                                                                            | –                                                                             | 16 Veronika Vítková Magda Rezlerová Zdeňka Vejnarová Zuzana Trýznová         | 039    |
| 18    | Finnland            | 16 Kaisa Mäkäräinen Mari Laukkanen Anita Hakala Kaisa Varis                  | DNS Kaisa Mäkäräinen Mari Laukkanen Kaisa Varis Anita Hakala                        | –                                                                            | –                                                                             | 15 Kaisa Mäkäräinen Mari Laukkanen Teija Lehtimäki Susanna Porela-Tiihonen   | 031    |
| 19    | Bulgarien           | 18 Emilija Jordanowa Pawlina Filipowa Raliza Galewa Sorniza Kostadinowa      | –                                                                                   | –                                                                            | –                                                                             | DNS Pawlina Filipowa Emilija Jordanowa Assenka Hadschiewa Silwija Georgiewa  | 013    |
| 20    | Vereinigte Staaten  | –                                                                            | –                                                                                   | –                                                                            | –                                                                             | 18 Tracy Barnes Lanny Barnes Haley Johnson Caitlin Compton                   | 013    |
| 21    | Kanada              | –                                                                            | –                                                                                   | –                                                                            | –                                                                             | 19 Zina Kocher Sandra Keith Megan Imrie Megan Tandy                          | 012    |

| Legende | Legende | Legende | Legende                                  |
| ------- | ------- | ------- | ---------------------------------------- |
| 1       | 2       | 3       | Podest-Platzierungen                     |
| 4–10    | 4–10    | 4–10    | übrige Top-10-Platzierungen              |
| 11–30   | 11–30   | 11–30   | Rennen innerhalb der Punkteränge beendet |
| DSQ     | DSQ     | DSQ     | Disqualifikation                         |
| DNS     | DNS     | DNS     | Did not start                            |
| DNF     | DNF     | DNF     | Did not finish                           |

## Mixed-Wettbewerbe

### Resultate
| Biathlon-Weltmeisterschaften in Östersund, 9. Februar 2008 – 17. Februar 2008 | Biathlon-Weltmeisterschaften in Östersund, 9. Februar 2008 – 17. Februar 2008 | Biathlon-Weltmeisterschaften in Östersund, 9. Februar 2008 – 17. Februar 2008 | Biathlon-Weltmeisterschaften in Östersund, 9. Februar 2008 – 17. Februar 2008   | Biathlon-Weltmeisterschaften in Östersund, 9. Februar 2008 – 17. Februar 2008   |
| ----------------------------------------------------------------------------- | ----------------------------------------------------------------------------- | ----------------------------------------------------------------------------- | ------------------------------------------------------------------------------- | ------------------------------------------------------------------------------- |
| Datum                                                                         | Disziplin                                                                     | Erster Platz                                                                  | Zweiter Platz                                                                   | Dritter Platz                                                                   |
| 12. Februar 2008 (Di.)                                                        | Mixed-Staffel (2 × 6 km + 2 × 7,5 km)                                         | DeutschlandSabrina Buchholz Magdalena Neuner Andreas Birnbacher Michael Greis | BelarusLjudmila Kalintschyk Darja Domratschawa Rustam Waliullin Sjarhej Nowikau | RusslandSwetlana Slepzowa Oksana Neupokojewa Nikolai Kruglow Dmitri Jaroschenko |

| 7. Weltcup in Pyeongchang, 27. Februar 2008 – 2. März 2008 | 7. Weltcup in Pyeongchang, 27. Februar 2008 – 2. März 2008 | 7. Weltcup in Pyeongchang, 27. Februar 2008 – 2. März 2008                    | 7. Weltcup in Pyeongchang, 27. Februar 2008 – 2. März 2008                     | 7. Weltcup in Pyeongchang, 27. Februar 2008 – 2. März 2008                |
| ---------------------------------------------------------- | ---------------------------------------------------------- | ----------------------------------------------------------------------------- | ------------------------------------------------------------------------------ | ------------------------------------------------------------------------- |
| Datum                                                      | Disziplin                                                  | Erster Platz                                                                  | Zweiter Platz                                                                  | Dritter Platz                                                             |
| 2. März 2008 (So.)                                         | Mixed-Staffel (2 × 6 km + 2 × 7,5 km)                      | NorwegenAnn Kristin Flatland Solveig Rogstad Hans Martin Gjedrem Alexander Os | ItalienMichela Ponza Katja Haller René-Laurent Vuillermoz Christian De Lorenzi | FrankreichJulie Carraz-Collin Pauline Macabies Simon Fourcade Alexis Bœuf |